# Unna

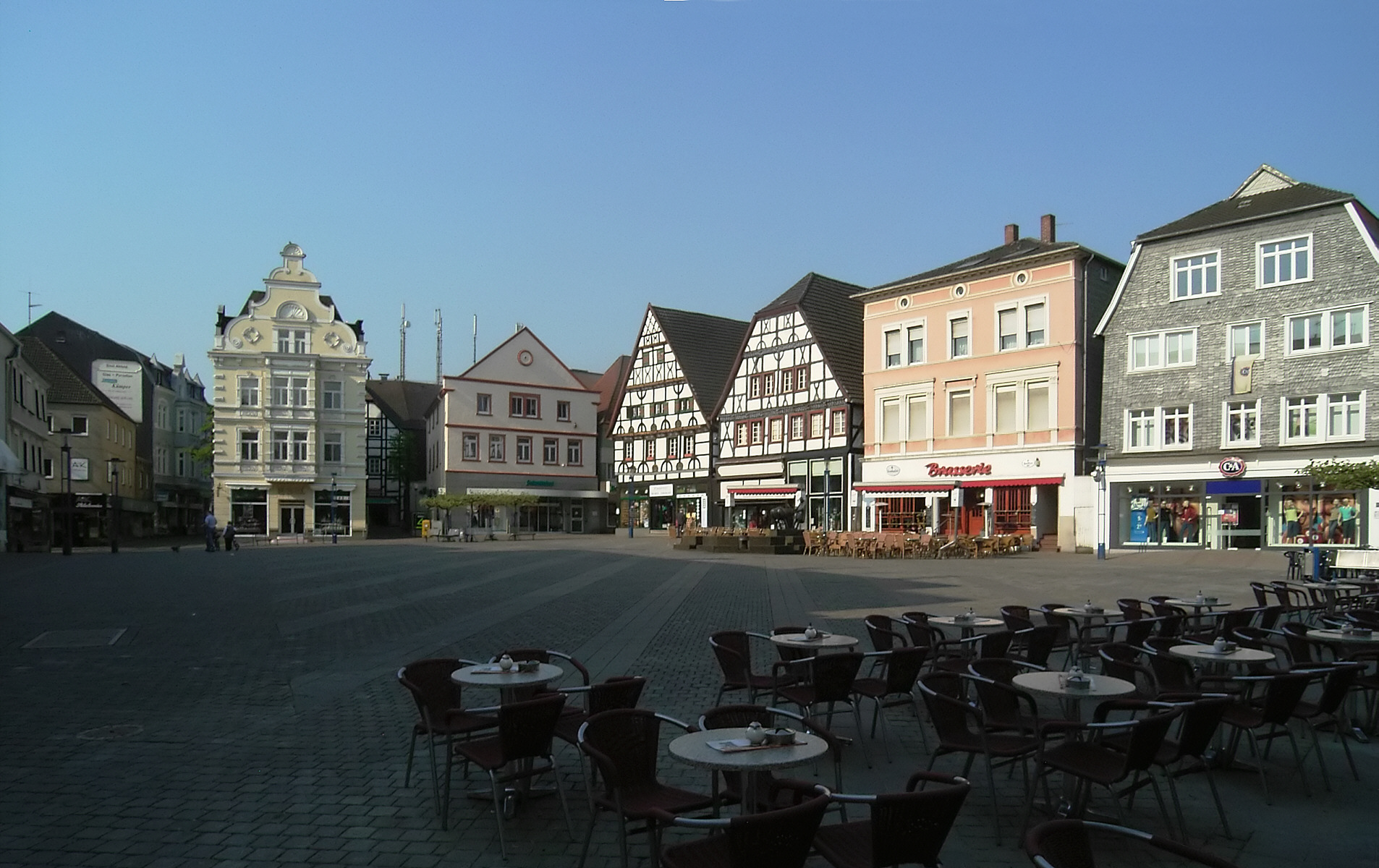
Alter Markt

Unna ist eine große kreisangehörige Stadt und Kreisstadt des Kreises Unna im östlichen Ruhrgebiet im Land Nordrhein-Westfalen. Die Mittelstadt ist (nach Lünen) nach der Anzahl der Einwohner die zweitgrößte Stadt des Kreises Unna.

## Geografie

### Geografische Lage
Unna liegt etwa 15 km östlich von Dortmund am östlichen Rand des Ruhrgebiets, am Westfälischen Hellweg und damit in der Hellwegbörde, die sich zwischen den Flüssen Ruhr und Lippe erstreckt. Das Stadtgebiet umfasst Höhenlagen von 65 m (Afferder Bach) bis zu 225 m (Hemmerder Schelk) über NN.

### Stadtgliederung
Die Randlage Unnas, im Übergangsbereich des Ruhrgebiets zur Hellwegbörde, zeigt sich auch deutlich in der Stadtstruktur.
Der Stadtkern ist von gemischten Wohngebieten umgeben. Vielerorts überwiegen Ein- bis Zweifamilienhäuser sowie kleinere Mehrfamilienhäuser. Im Übergang zum nördlichen Stadtteil Königsborn sowie im Bereich der Morgenstraße im Osten und insbesondere in der Umgebung der Grünfläche Bornekamp im Süden befinden sich viele größere Einfamilienhäuser und Villen. Größere Mehrfamilienhaussiedlungen befinden sich überwiegend im äußeren Südwesten.
Der westliche Stadtteil Massen sowie insbesondere der nördliche Stadtteil Königsborn weisen typische Besonderheiten des Ballungsraums Ruhrgebiet auf. Mit der Buderuskolonie liegt im Massener Norden eine größere Zechensiedlung. In Niedermassen und Obermassen setzt sich mit vielen Ein- bis Zweifamilienhäusern sowie kleineren Mehrfamilienhäusern die Siedlungsstruktur der östlichen Dortmunder Stadtteile fort. Der südlichste Teil Massens, die Massener Heide, gilt mit seinen großzügigen Einfamilienhäusern als eine der gehobenen Wohnlagen Unnas.
Insbesondere Königsborn weist eine Vielzahl von Zechensiedlungen auf und hat mit seiner gemischten Wohnbebauung im zentralen Bereich, einer größeren Hochhaussiedlung sowie vielen größeren Einfamilienhäusern im Süden eine sehr heterogene Siedlungsstruktur.
Das nordwestliche Afferde sowie die nördliche Alte Heide sind hingegen ländlich geprägt.
Die östlichen Hellwegdörfer Uelzen, Mühlhausen, Lünern, Stockum, Westhemmerde und Hemmerde reihen sich östlich des Stadtzentrums in teilweise größeren Abständen bis zur Stadtgrenze Werls und sind ländlich geprägt. Es überwiegen Einfamilienhäuser und Bauernhöfe.
Die südlichen Stadtteile Billmerich und Kessebüren sowie das südöstliche Siddinghausen haben ebenfalls einen sehr ländlichen Charakter und ähnliche Siedlungsstrukturen wie die östlichen Stadtteile Unnas.

## Geschichte

### Jäger-und-Sammler-Kulturen (um 70.000 vor heute)
Die maximale Ausdehnung der Gletscher reichte vor etwa 160.000 Jahren, im Drenthe-Stadium der Saale-Kaltzeit, bis zum Haarstrang und verhinderte damit jede menschliche Ansiedlung. Auf dem Gebiet der Gemeinde erhob sich eine mehrere hundert Meter hohe Eisschicht. Neben zahlreichen Findlingen brachten die Gletscher große Mengen an Feuerstein aus dem Norden mit. Entlang der Lippe kam es vor 70.000 bis 50.000 Jahren zu Kiesablagerungen, die zeitlich einer starken Erosionsphase folgten.
In diesen als „Knochenkiesen“ bekannten Ablagerungen fanden sich nicht nur die namengebenden Tierknochen, sondern auch vereinzelt Werkzeuge von Neandertalern. So entdeckte man im Kreisgebiet Unna bei Selm-Ternsche zwei für diese Zeit typische Faustkeile. Dass Neandertaler im Raum Fröndenberg lebten, hatten schon ältere Funde wie der eines Levallois-Abschlages von einer Geländekuppe bei Warmen und eines Levallois-Kerns in Bausenhagen erwiesen. 2018 kam ein Faustkeil hinzu, der sich im südlichen Stadtgebiet von Unna an einer west-ost-orientierten Kuppe in etwas über 220 m Höhe fand. Auch dieses Artefakt wird dem späten Neandertaler zugeordnet.
Erst mit dem Mesolithikum, der letzten Phase der Jäger-und-Sammler-Kulturen (ca. 9600–5500 v. Chr.), lassen sich am Ringebrauck und in der Massener Heide Lagerplätze nachweisen, was mit den ungünstigen Erhaltungsbedingungen zusammenhängt.

### Bäuerliche Siedlungen, Neolithikum (um 5500–2000 v. Chr.)
Erste Siedlungen auf dem heutigen Stadtgebiet entstanden seit der Jungsteinzeit, als es bereits bäuerliche Kulturen gab, um 5500 v. Chr. Im Gegensatz zum benachbarten Werl, wo eine bandkeramische Siedlung nachgewiesen werden konnte, setzen im Raum Unna die Spuren erst wieder mit der Rössener Kultur ein, also im 5. Jahrtausend v. Chr. Der Bauer Gerd Schulze-Selmig aus Strickherdicke konnte auf seinem Grund eine 6000 Jahre alte Sichel bergen. 1974 fand man eine für diese Kultur typische Schale von 22 cm Länge und 10 cm Breite. Der Läuferstein einer Handmühle, 9 kg schwer und aus Ruhrsandstein angefertigt, diente dem Zermahlen von Getreide. Während der Michelsberger Kultur (4300–3600 v. Chr.) wurden erhebliche Mengen an Feuerstein aus der Gegend von Maastricht herbeigeführt (Rijckholtfeuerstein), ein Material, das weniger spröde war. So fanden sich etwa drei Klingen bei Dreihausen in der Nähe von Hemmerde. Im nahegelegenen Vinninger Feld entdeckte man 1934 das größte Steinbeil Unnas; es misst 18,7 cm. 1962 kam ein Nephritbeil hinzu, das der Schüler Wolfgang Kettmann auf dem Grund des Bauern August Spielfeld in Lünern entdeckte. Bald meldeten Finder zehn weitere Beile, allein Wilhelm Wente aus Lünern hatte sechs von ihnen entdeckt. Ebenfalls der Rössener Kultur gehören drei durchbohrte Äxte an, deren genauer Fundort jedoch unbekannt ist, sowie eine Axt aus Afferde, hergestellt aus Amphibolit. Die Dichte der Funde variiert regional sehr stark und hängt von einzelnen Personen und ihrem Einsatz ab.

### Metallzeitalter (belegt ab 1600 v. Chr.) und Römische Antike
Während der Epoche nach dem Neolithikum scheint der Raum Unna siedlungsleer gewesen zu sein. Erst um 1600/1300 v. Chr. finden sich Hügelgräber, so in Billmerich und Siddinghausen, aber auch bei Dreihausen knapp jenseits der Unnaer Stadtgrenze. Aus dieser Zeit, der Bronzezeit, stammen zwei Bronzebeile, nämlich ein 14 cm langes Bronezebeil aus Königsborn und ein Stück aus Billmerich. Auf der Wilhelmshöhe südlich von Unna fand man ein Urnengräberfeld mit 37 dokumentierten Beisetzungen aus der Zeit zwischen 1000 und 450 v. Chr. Im Zuge des Ausbaus der Autobahn A 44 fand man an der Autobahnbrücke Hemmerde-Vinning Artefakte aus der vorrömischen Eisenzeit, die um 500 v. Chr. entstanden waren.
In römischer Zeit bestand in der Nähe eine germanische Siedlung. Ob sie, wie erst ab dem frühen Mittelalter gesichert, auch schon früher als Station am Hellweg diente, ist unsicher.

### Mittelalter

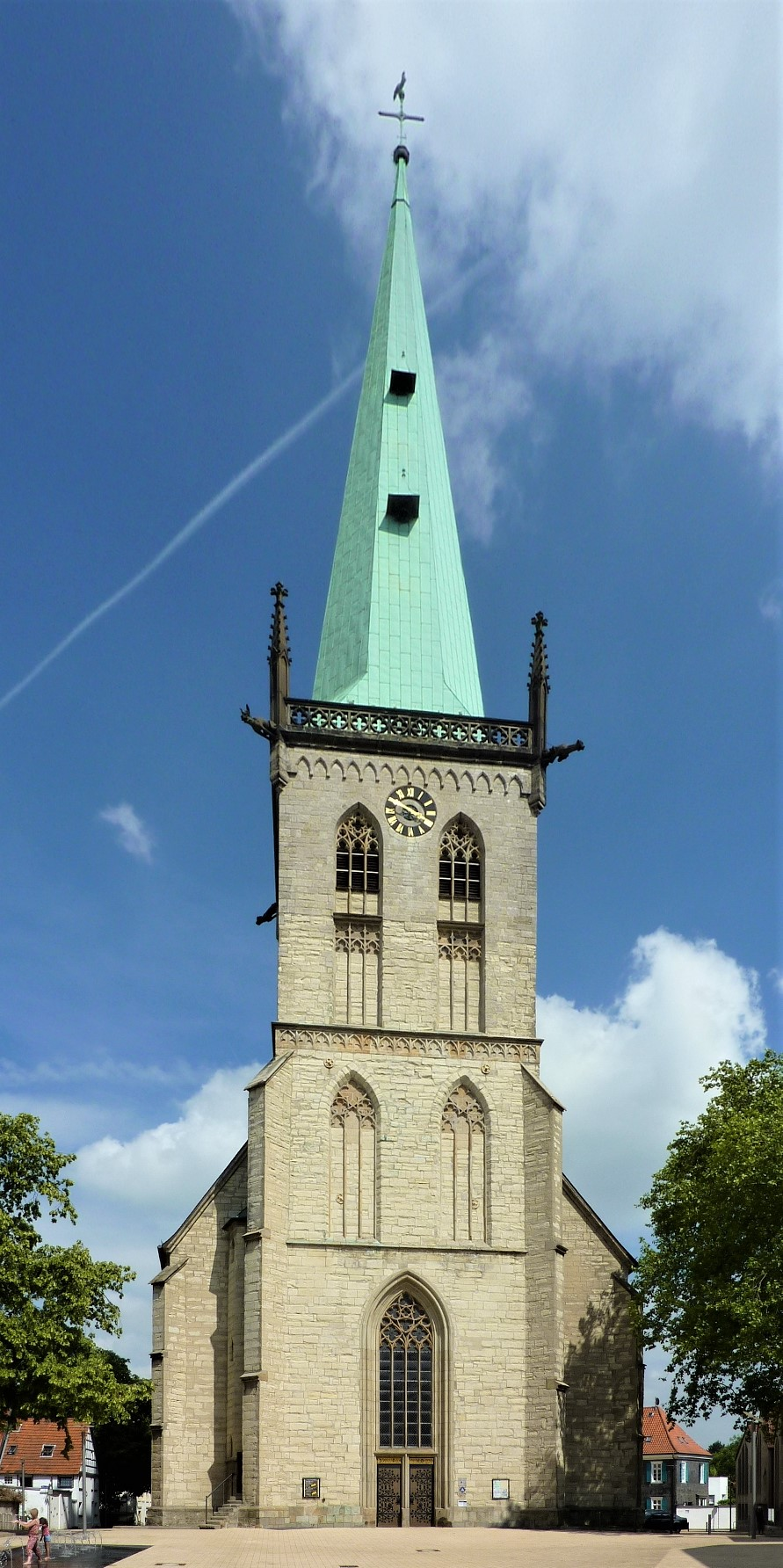
Turm der mittelalterlichen Stadtkirche aus dem 14. Jahrhundert

Unna wurde erstmals am 6. August 1032 in einer Urkunde des Kölner Erzbischofs Pilgrim erwähnt, der die Kirche in Unna mit anderen Besitztümern an den Abt Radolfus von Deutz übertrug. Auch die weltlichen Herren waren zunächst noch vom Kölner Erzbischof abhängig. Zu Beginn des 13. Jahrhunderts war Graf Friedrich von Altena-Isenberg vom Kölner Erzbischof neben anderen Gütern auch mit Unna belehnt. Nachdem er 1225 seinen Onkel, den Erzbischof Engelbert von Berg erschlagen hatte, wurde er hingerichtet, und sein Besitz fiel an seinen Vetter, Graf Adolf von Altena, der sich nach seiner neuen Residenz Burg Mark an der Lippe künftig Graf von der Mark nannte und auf den die Befestigung des Ortes zurückgeht. 1264 erstürmten erzbischöfliche Truppen Unna und brannten es nieder, worauf der Ort wiederaufgebaut wurde. Nach der Schlacht bei Worringen 1288, mit der sich die Grafen von der Mark von der kölnischen Vorherrschaft befreiten, erhielt Unna vom Grafen von der Mark das Stadtrecht, das Marktrecht und das Recht zur Ausübung der niederen Gerichtsbarkeit. Das älteste Stadtsiegel sowie die früheste Erwähnung eines Rates datieren von 1290. Die Stadt wurde in den fortdauernden Auseinandersetzungen mit den Erzbischöfen von Köln mehrfach teilweise niedergebrannt (so zum Beispiel 1303 und 1308), bei den anschließenden Wiederaufbauten jedoch vergrößert und stärker befestigt, so dass sie 1324 einen erneuten Angriff der erzbischöflichen Truppen abwehren konnte. Im späten Mittelalter wurde die Stadt von mehreren Bränden und kriegerischen Ereignissen heimgesucht, so auch ab 1419 im märkischen Bruderkrieg (1417–1461).

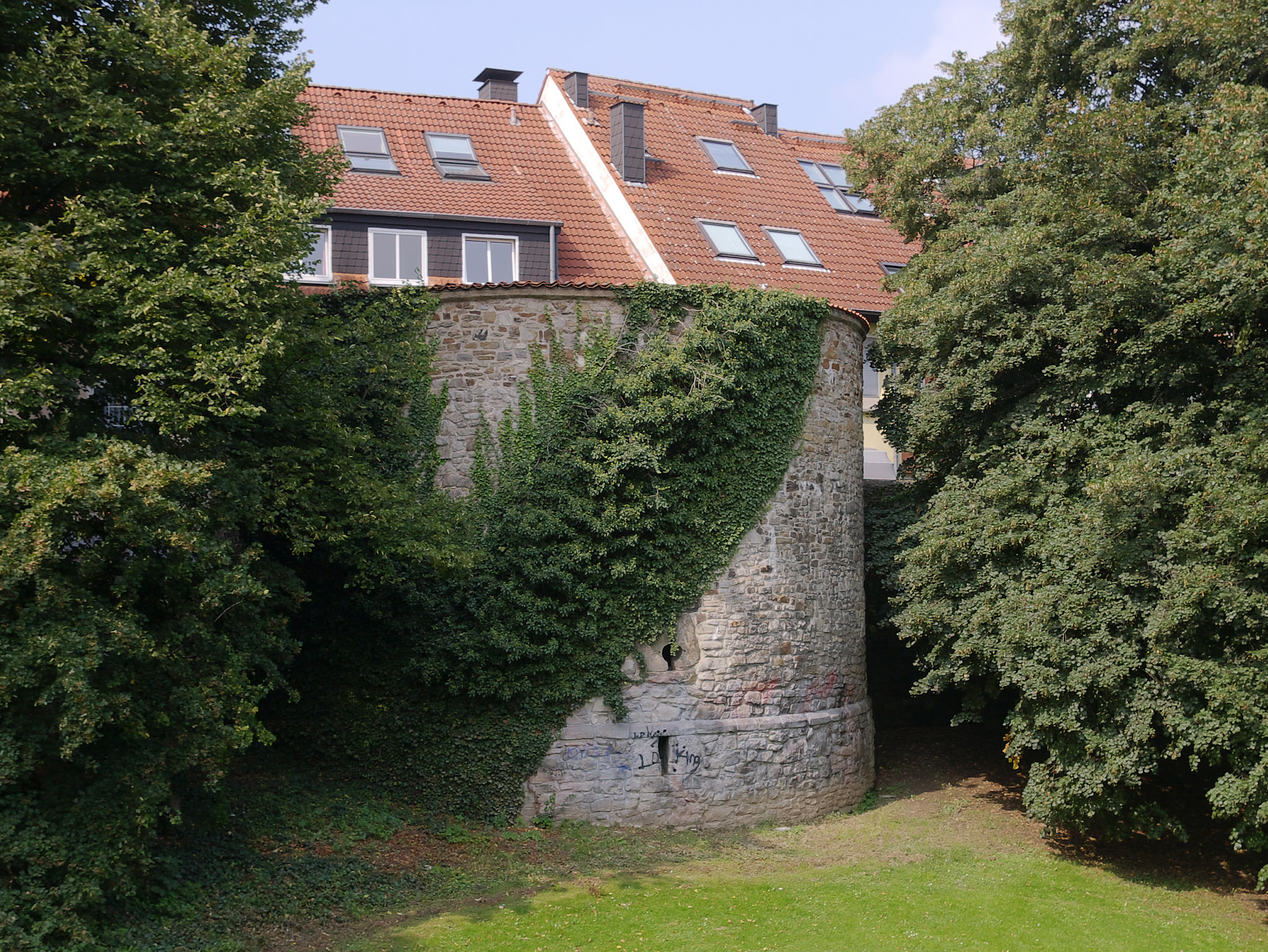
Eulenturm (ursprünglich niederdeutsch: „Ölckenthurm“ (Iltisturm)), ein Rest der mittelalterlichen Stadtbefestigung

Trotz vieler Kriege erlebte die Stadt im 14. Jahrhundert einen beachtlichen Aufschwung, der auf die Kaufleute von Unna zurückgehen soll, die auch regen Fernhandel betrieben. Ab 1347 ließen die märkischen Grafen in Unna Münzen prägen. Vom Wohlstand der Stadt und ihrer Bewohner zeugt auch der um 1375 vergrabene „Goldschatz von Unna“, den man 1952 bei Ausgrabungsarbeiten fand und der aus über 70 Goldmünzen aus Deutschland, England, Frankreich, Böhmen und Ungarn besteht. Seit 1389 wurde im Gebiet des heutigen Königsborn Sole gefördert und daraus Kochsalz gewonnen. Im 15. Jahrhundert begann der Zusammenschluss der Handwerker und Kaufleute in Zünften. Von 1469 bis 1518 und wieder ab 1540 war die Stadt Unna Mitglied der Hanse. Unna wurde 1549 gemeinsam mit Hamm hansische Prinzipalstadt.

### Neuzeit

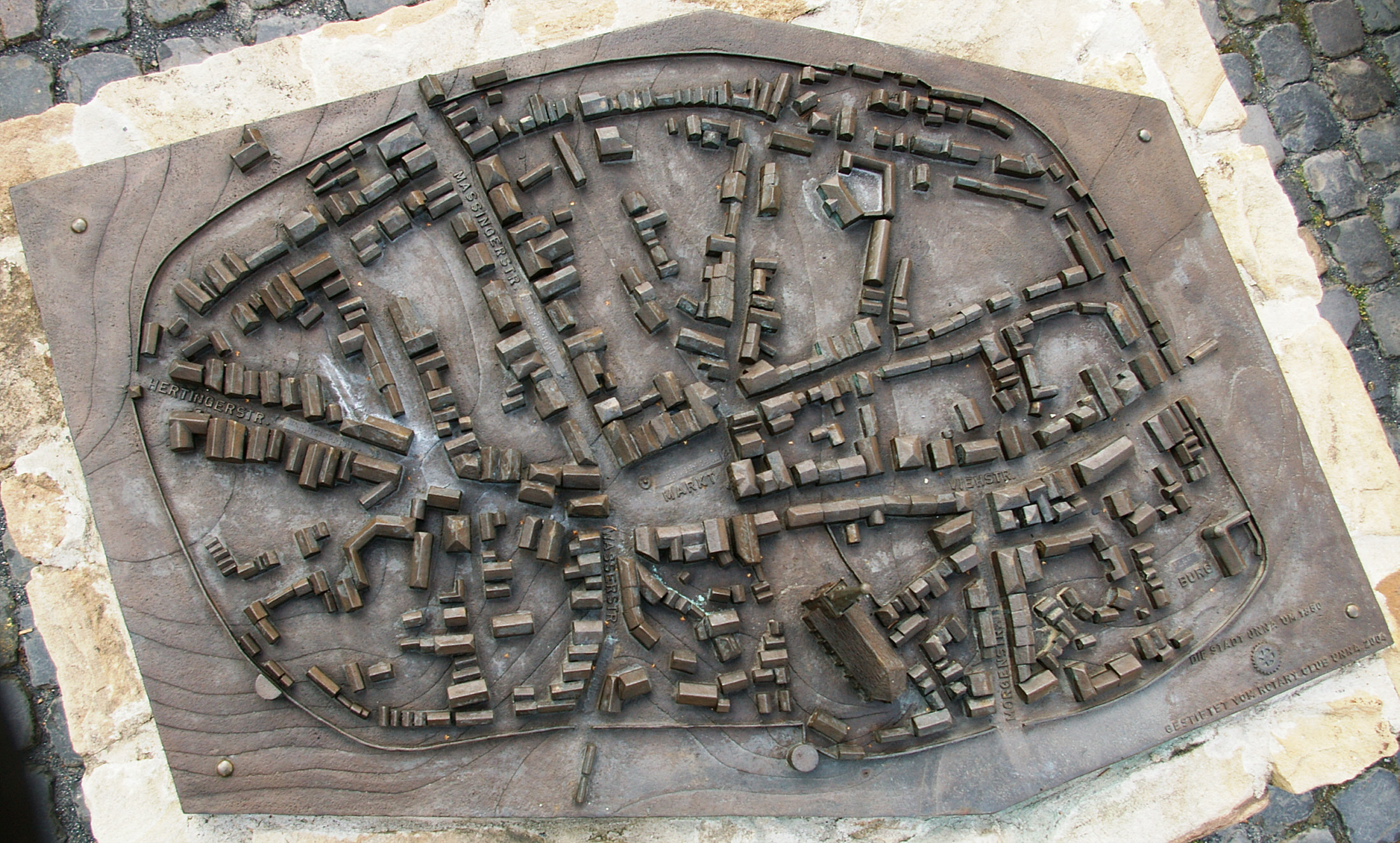
Bronzemodell nach einem Stadtplan von 1860

Gegen Ende des 16. Jahrhunderts endete wegen des Niedergangs der Hanse, der Glaubensspaltung und zahlreicher Kriege und Seuchen die wirtschaftliche Blüte. 1597 verlor Unna infolge der Pest mehr als die Hälfte seiner Einwohner. 1598 und 1604 waren im Zuge des Spanisch-Niederländischen Krieges spanische Reiter in Unna einquartiert. Mit dem Tod Herzog Johann Wilhelms von Kleve im Jahr 1609 starb die alte Linie der Grafen von der Mark aus, und die Grafschaft Mark mit der Stadt Unna fiel an Markgraf Ernst von Brandenburg und Pfalzgraf Wolfgang Wilhelm, deren Bündnis jedoch 1614 aufgrund von Glaubensunterschieden zerbrach. Unna und andere kleve-märkische Städte wurden 1614 von niederländischen Truppen eingenommen, die jedoch beim erneuten Ausbruch der Pest 1615 wieder abzogen.
Im Dreißigjährigen Krieg litt die Stadt vielfach unter Belagerungen, Einquartierungen und Kontributionen, so zum Beispiel durch Niederländer (1622 und 1641), Spanier und Italiener (1622/23), kaiserliche Truppen (1628), „Pappenheimer“ (1628), Schweden (1633/34), Hessen (1634), Lüneburger (1635) und Kaiserliche (1636/41). Besonders die vielen Kontributionen und Einquartierungen waren „uber alle maßen beschwerlich“. Zudem wurden am 4. April 1640 durch „ein ungewöhnlich Erdbeben viele Häuser in der Stadt verdorben.“ Hatte Unna vor dem Dreißigjährigen Krieg jährlich 4.000 Reichstaler Einnahmen aus Höfen, Ländereien und Renteneinkünften zu verbuchen, so musste es währenddessen alle Güter veräußern und sich auch noch mit 30.000 Talern verschulden. Die wirtschaftliche Blütezeit des 14. bis 16. Jahrhunderts war für lange Zeit dahin.
1666 fiel Unna an Brandenburg-Preußen, das später im Königreich Preußen aufging. In Unna stand bis 1756 ein Regiment zu Fuß, das seinen Ersatz aus der Grafschaft Mark erhielt. Im Niederländisch-Französischen Krieg (1672–1679) ließ der französische Marschall Turenne die Stadt am 4. Februar 1673 beschießen, wodurch 220 Häuser zerstört wurden (etwa 54 % des Gesamtbestandes). 1678 und 1723 kam es zu weiteren Stadtbränden. Im Siebenjährigen Krieg (1756–1763) hatte Unna weitere Kampfhandlungen, Einquartierungen und Durchzüge zu erdulden; aber es hatte – verglichen mit den beiden vorhergehenden Kriegen – weniger unter der Willkür fremder Soldaten und Kontributionen zu leiden. Planmäßige Zerstörung war eine Ausnahme. Der Siebenjährige Krieg hatte in seinen Auswirkungen für Unna keine so dramatischen Folgen wie der Niederländisch-Französische Krieg (s. o.). Die Ziegelei der Stadt wurde zerstört und die Wasserleitung „größtenteils ruiniert“. Die Inflation wuchs bis 1761 auf das Dreifache gegenüber dem Vorkriegsstand und fiel dann 1763, bei Kriegsende, auf nur noch 145 % pro Jahr. Während des ganzen 18. Jahrhunderts stagnierte die Bevölkerungszahl: 1919 Bewohner (1719) und 2037 Bewohner (1796). Der Handel stagnierte, und Versuche, Fabriken anzusiedeln, scheiterten „beim gänzlichen Mangel des Wassers“. Die nach der Revolution von 1789 einsetzende Einwanderung aus Frankreich berührte auch Unna und setzte neue Impulse in Wirtschaft und Lebensart.
Im 18. Jahrhundert ein unbedeutendes Ackerbürgerstädtchen, gewann Unna erst durch die Industrialisierung und die Erhebung zur Amtsstadt wieder an Bedeutung. 1734 wurde durch den preußischen Staat die „Saline Königsborn“ gegründet, die später zur wichtigsten Saline in Westfalen wurde. 1799 wurde in Unna die erste Dampfmaschine in den Westprovinzen Preußens zur Soleförderung in Betrieb genommen. Mit dem Ausbau der Straße von Unna nach Kamen 1752, der Schiffbarmachung der Oberen Ruhr zwischen 1780 und 1801, dem Ausbau des Hellwegs 1817 und dem Anschluss an das bergisch-märkische Eisenbahnnetz 1855 erfolgte die Anbindung der Stadt an die neuen Zentren im Ruhrgebiet.
Nach dem vorläufigen Ende der Zugehörigkeit der Grafschaft Mark zum Königreich Preußen infolge der Napoleonischen Kriege wurde Unna am 21. Januar 1808 mit der Grafschaft Mark dem neu geschaffenen Großherzogtum Berg zugeschlagen und wurde Sitz der Mairie (Bürgermeisterei) Unna, die mit anderen Munizipalitäten den Kanton Unna im Arrondissement Dortmund bildete. 1809 wurde im Zuge der Säkularisation das „Katharinenkloster“ in Unna aufgehoben. Nach Napoleons Niederlage zogen im November 1813 wieder die Preußen ein, die die französische Verwaltungsgliederung zunächst bestehen ließen und 1817 den Kreis Hamm durch den Zusammenschluss der Bürgermeistereien Hamm, Pelkum, Rhynern, Kamen, Unna und Fröndenberg neu gründeten. Durch Annahme der revidierten Städte-Ordnung von 1831 im Jahr 1837 schied Unna aus der ländlichen Bürgermeisterei aus. Das Amt Unna vereinigte sich 1844 mit dem Amt Kamen zum Amt Unna-Kamen.

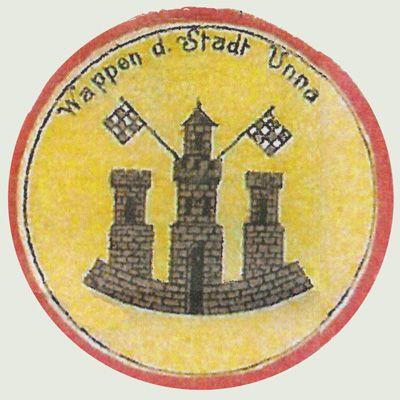
Altes Wappen von Unna (Postkarte 1898)

Die Industrialisierung setzte 1870 mit dem Beginn der Steinkohleförderung in Massen, Billmerich, Ringebrauck und Königsborn ein. Auch Bergbauzulieferbetriebe sowie Fabriken für Maschinenbau und Metallverarbeitung, Ziegeleien und Brauereien siedelten sich an. Im Jahr 1860 wurde das städtische Gaswerk gegründet; in den Jahren 1887/1888 wurde das Ruhrwasserwerk erbaut.
Gegen Ende des Ersten Weltkrieges, im Juli 1918, berichtete die Unnaer Lokalpresse über den Ausbruch und die Auswirkungen der Spanischen Grippe. Während im ersten Zeitungsartikel der Krankheitsverlauf noch als vergleichsweise harmlos geschildert wurde, folgten zwei Wochen später Meldungen über mehrere Todesfälle. Im Herbst war bereits von täglichen Todesfällen die Rede. Die Sterblichkeit der Altersgruppen variierte nach zeitgenössischen Beobachtungen: Während zu Beginn vor allem junge Frauen an den Folgen der Spanischen Grippe starben, waren im Herbst zunehmend auch ältere Menschen betroffen. Eine Maßnahme zur Bekämpfung der Pandemie war die Schließung von Unnaer Schulen, wie der Volksschule, des Realgymnasiums und des Lehrerseminars.

### Seit der Weimarer Republik
Nach dem Ersten Weltkrieg besetzte im Frühjahr 1920 die Rote Ruhrarmee Unna für kurze Zeit. 1927 wurde die Verlegung der Kreisverwaltung des Kreises Hamm nach Unna beschlossen und nach Einweihung des neuen Kreishauses im September 1930 vollzogen. Am 17. Oktober wurde der Kreis Hamm schließlich in Kreis Unna umbenannt.
Zur Zeit des Nationalsozialismus wurde in Unna 1934 eine Führerschule der Allgemeinen SS errichtet, die wenig später zu einer allgemeinen Kaserne ausgebaut wurde. An der Kamener Straße entstand 1937 das Heereszeugamt für die Panzertruppen. Die 1933 noch aus 156 Personen bestehende jüdische Gemeinde wurde bis 1943 zur Auswanderung gezwungen oder ausgelöscht. 142 Unnaer Juden fielen – direkt oder indirekt – der NS-Gewaltherrschaft zum Opfer, z. B. in Theresienstadt, Belzec und Auschwitz.
Während des Zweiten Weltkriegs wurden die zum Wehrdienst eingezogenen Männer u. a. durch Zwangsarbeiter aus Frankreich, Polen, Südosteuropa und der Sowjetunion ersetzt. Die sogenannten „Ostarbeiter“ aus der Sowjetunion standen dabei aus Sicht der Nazis auf der untersten Stufe. 1944 betrug ihre Zahl 1790, d. h. jeder zwölfte Bewohner der Stadt war damals Zwangsarbeiter, davon die Hälfte in der Landwirtschaft, die übrigen im Bergbau, in der Industrie, bei der Reichsbahn, beim Bau von Luftschutzanlagen und in Privathaushalten. Ihre Unterbringung erfolgte teils auf den Höfen, teils in bewachten Barackenlagern, die vor allem für „Ostarbeiter“ und Polen errichtet wurden. Die Situation der Zwangsarbeit war im Allgemeinen gekennzeichnet durch lange Arbeitszeiten, geringe Entlohnung, miserable Verpflegung und schlechte Behandlung. 1943 verzeichnete der städtische Verwaltungsbericht 416 „flüchtige und kontaktbrüchige Ausländer“, die festgenommen und der Gestapo übergeben wurden; das waren mehr als ein Drittel der damals 1133 Zwangsarbeiter.
In den letzten beiden Kriegsjahren kam es zu mehreren Luftangriffen auf Unna, die überwiegend dem militärisch bedeutsamen Heereszeugamt galten, aber auch große Zerstörungen in der Stadt verursachten. Der erste Großangriff erfolgte am 19. September 1944, weitere große Angriffe folgten am 16. und 28. Februar sowie am 5. und 23. März 1945. Dieser letzte galt den Reichsbahnanlagen und dem Messingwerk, dauerte nur 15 Minuten und tötete 113 Menschen. In den letzten 101 Kriegstagen (1. Januar bis 11. April 1945) wurde die Stadt 17-mal angegriffen, wodurch 174 Menschen getötet und mehr als 1200 Häuser zerstört oder beschädigt wurden.
Beim Näherrücken der Front wurde Unna Lazarettstadt, die dem Gegner kampflos hätte übergeben werden sollen. Nachdem die Verwundeten in letzter Minute nach Hemer verlegt worden waren, entbrannte um die Stadt ein mehrtägiger Kampf, der erst mit der Einnahme durch Truppen der aus östlicher Richtung kommenden 95. US-Infanterie-Division am 11. April 1945 beendet wurde. Die Alliierten hatten das Ruhrgebiet südlich und nördlich umgangen, den „Ruhrkessel“ gebildet und griffen ihn von Osten her an. Dennoch hatte Unna noch verhältnismäßig viel Glück in der Endphase des Krieges.
In der Nachkriegszeit nahm Unna bis 1. Januar 1950 rund 2260 Flüchtlinge und Vertriebene auf. Unna wurde nach Auflösung des Landes Preußen durch Gesetz des Alliierten Kontrollrats 1947 Teil des neuen Bundeslandes Nordrhein-Westfalen. Die frühere SS-Kaserne wurde bis April 1956 von belgischen Truppen benutzt; anschließend zog dort die Bundesgrenzschutzabteilung Eschwege ein. 1956 hatte Unna erstmals mehr als 30.000 Einwohner.
Mit der Schließung der Schachtanlagen während der Strukturkrise im Ruhrgebiet in den 1960er Jahren endete die durch den Bergbau geprägte Entwicklung. Seitdem wandelt sich die Stadt zu einem Dienstleistungszentrum.

### Eingemeindungen

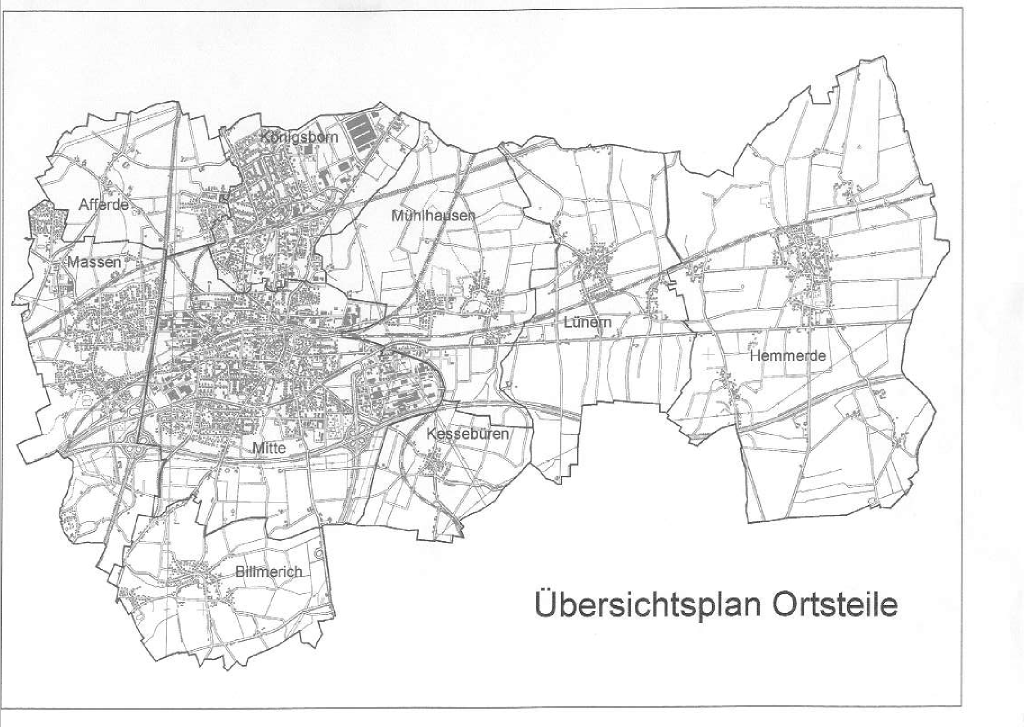
Übersichtsplan Ortschaften der Stadt Unna

Am 1. Januar 1968 wurden durch das Gesetz zur Neugliederung des Landkreises Unna die bisherigen Gemeinden Afferde, Billmerich, Hemmerde, Kessebüren, Lünern, Massen (am 1. April 1911 als Zusammenschluss aus den damaligen Gemeinden Niedermassen und Obermassen gebildet), Mühlhausen, Siddinghausen, Stockum, Uelzen und Westhemmerde mit der Stadt Unna zusammengeschlossen. Das bisherige Amt Unna-Kamen wurde aufgelöst.

## Demographie

### Einwohnerentwicklung
Bis Anfang des 19. Jahrhunderts war Unna eine Stadt mit nur wenigen tausend Einwohnern. Die Bevölkerung war im Laufe der Jahrhunderte nur langsam gewachsen und ging infolge zahlreicher Kriege, Seuchen und Hungersnöte immer wieder zurück. So starben 1597 beim Ausbruch der Pest von 2500 Bewohnern 1400. Auch im Dreißigjährigen Krieg (1618–1648) sank die Einwohnerzahl. Erst mit dem Beginn der Industrialisierung beschleunigte sich das Bevölkerungswachstum. Lebten 1818 erst 2400 Menschen in der Stadt, so waren es 1900 bereits 15.000. Bis 1956 verdoppelte sich diese Zahl auf 30.000.
Einen Zuwachs um 18.000 Personen auf 50.000 Einwohner brachten die Eingemeindungen vom 1. Januar 1968. Im Jahre 2000 erreichte die Bevölkerungszahl mit 71.375 ihren historischen Höchststand. Am 31. Dezember 2010 betrug die amtliche Einwohnerzahl für Unna nach Fortschreibung des Landesamtes für Datenverarbeitung und Statistik Nordrhein-Westfalen 66.502 (nur Hauptwohnsitze nach Abgleich mit den anderen Landesämtern). Die in der Volkszählung „Zensus 2011“ ermittelte Einwohnerzahl von 59.145, bezogen auf Ende 2011, weicht mit einer Differenz von über 7000 Einwohnern oder elf Prozent signifikant von der vorgenannten, amtlichen Zahl von 66.502 Einwohnern ab. Die Stadt Unna hat Zweifel an dem Ergebnis der Volkszählung und hat, gemeinsam mit mehreren anderen Städten in NRW, gegen die Ergebnisse der Volkszählung auf Basis Zensus 2011 geklagt. Allerdings ist dieser festgestellte deutliche Einwohnerschwund, setzt man andere vergleichbare Parameter an, nicht erklärbar, es sei denn, dass Zu- und Abgänge des Aufnahmelagers Unna-Massen sowie die Tatsache, dass Unna Bundeswehrstandort (Fluktuation/unterschiedliche Wohnorte der Soldaten) war und bleibt, die Zahlen deutlich positiv oder negativ beeinflusst haben bzw. beeinflussen. Das Bundesverfassungsgericht bestätigte in letzter Instanz die Methodik des Zensus 2011 und wies die Klage der Stadt Unna damit ab.
Mit der für 2013 angegebenen Einwohnerzahl von 58.856 hat Unna rechnerisch bereits 5.556 Einwohner weniger als die vom IT.NRW erst für 2025 prognostizierte Zahl von 64.412.
In ihrer Studie von 2009 prognostiziert die Bertelsmann-Stiftung für Unna einen Rückgang der Bevölkerung von derzeit rd. 67.000 Einwohnern auf rd. 44.000 Einwohner im Jahr 2030. Das entspricht einem realen Rückgang von 23.000 Einwohnern (oder jährlich 1000) bzw. 34 %. Dieser dramatische Rückgang wird ausschließlich für Unna vorhergesagt; in anderen Ruhrgebietsstädten liegt der prozentuale Rückgang im Vergleichszeitraum bei durchschnittlich nur fünf bis zehn Prozent.
Neuere Prognosen zeigen für Unna weiterhin gravierende Differenzen. So sollen es laut IT.NRW auf Basis des Zensus 2011 im Jahr 2030 63.513 Einwohner sein, während die Bertelsmann-Stiftung in ihrer Prognose von Juli 2015 für 2030 mit 54.250 Einwohnern rechnet – mithin ein Unterschied von fast 10.000 Einwohnern. Es ist zu vermuten, dass der in der Bertelsmann-Studie von 2009 vorhergesagte Rückgang der Einwohnerzahl auf nur rd. 44.000 (2030) so nicht eintreffen wird.
Die folgende Übersicht zeigt die Einwohnerzahlen nach dem jeweiligen Gebietsstand. Bis 1819 handelt es sich meist um Schätzungen, danach um Volkszählungsergebnisse (¹) oder amtliche Fortschreibungen des Statistischen Landesamtes. Die Angaben beziehen sich ab 1871 auf die „ortsanwesende Bevölkerung“, ab 1925 auf die Wohnbevölkerung und seit 1987 auf die „Bevölkerung am Ort der Hauptwohnung“. Vor 1871 wurde die Einwohnerzahl nach uneinheitlichen Erhebungsverfahren ermittelt.
| Jahr  | Einwohner |
| ----- | --------- |
| 1595  | 2.500     |
| 1597  | 1.100     |
| 1719  | 1.919     |
| 1795  | 1.963     |
| 1797  | 2.360     |
| 1819  | 3.479     |
| 1840¹ | 4.977     |
| 1855¹ | 5.932     |
| 1858¹ | 6.402     |
| 1871¹ | 6.915     |
| 1875¹ | 7.300     |
| 1885¹ | 8.904     |

| Jahr  | Einwohner |
| ----- | --------- |
| 1890¹ | 11.119    |
| 1895¹ | 12.355    |
| 1900¹ | 14.912    |
| 1905¹ | 16.324    |
| 1910¹ | 17.355    |
| 1916¹ | 15.172    |
| 1917¹ | 15.444    |
| 1919¹ | 17.039    |
| 1925¹ | 18.463    |
| 1933¹ | 18.566    |
| 1939¹ | 19.994    |
| 1945  | 21.707    |

| Jahr  | Einwohner |
| ----- | --------- |
| 1946¹ | 23.007    |
| 1950¹ | 26.332    |
| 1956¹ | 29.684    |
| 1961¹ | 31.465    |
| 1965  | 31.782    |
| 1970¹ | 50.025    |
| 1975  | 54.476    |
| 1980  | 56.416    |
| 1985  | 58.778    |
| 1987¹ | 56.499    |
| 1990  | 61.552    |
| 1995  | 66.457    |

| Jahr  | Einwohner |
| ----- | --------- |
| 2000  | 71.375    |
| 2005  | 68.264    |
| 2010  | 66.502    |
| 2011¹ | 59.149    |
| 2011  | 59.145    |
| 2012  | 59.015    |
| 2013  | 58.856    |
| 2014  | 58.724    |
| 2015  | 59.111    |
| 2016  | 57.891    |
| 2017  | 57.158    |
| 2022¹ | 59.515    |

| Jahr | Einwohner |
| ---- | --------- |
| 2024 | 58.333    |

¹ Volkszählungsergebnis

### Einwohnerstatistik
Nach den statistischen Daten des Demographie-, des Integrations- sowie des Sozialberichts, welche von Wegweiser-Kommune veröffentlicht wurden, ergeben sich für Unna folgende Werte:
- Bevölkerungsanteil der unter 18-Jährigen: 16,9 % (Stand: 2022)
- Bevölkerungsanteil der mindestens 65-Jährigen: 23,8 % (Stand: 2022)
- Ausländeranteil: 13,5 % (Stand: 2022)
- Arbeitslosenanteil (im Verhältnis zu den sozialversicherungspflichtig Beschäftigten): 7,4 % (Stand: 2022)

## Politik

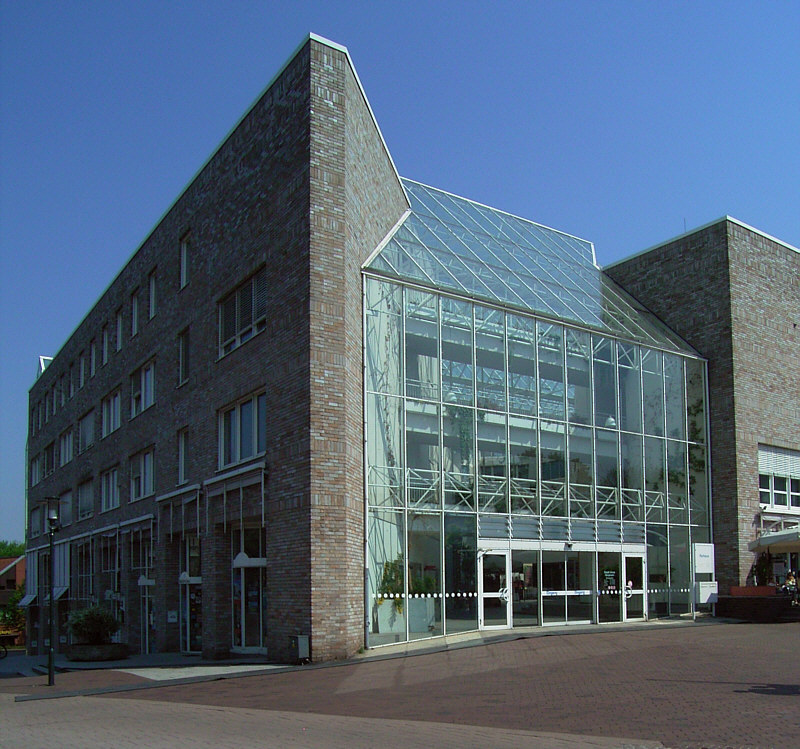
Rathaus Unna

### Stadtrat

#### Ergebnisse der Kommunalwahlen 2020 in Unna
Die Sitze im Stadtrat verteilen sich nach dem Ergebnis der Kommunalwahl 2020 folgendermaßen auf die einzelnen Parteien:
| \| Partei \| Stimmen \| % (2020) \| % (2014) \| +/− \| Sitze (2020) \| Sitze (2014) \| +/− \| \| ------------------------- \| ------- \| -------- \| -------- \| ------- \| ------------ \| ------------ \| --- \| \| SPD \| 6.775 \| 27,1 % \| 40,3 % \| −13,2 % \| 13 \| 21 \| −8 \| \| Bündnis 90/Die Grünen \| 6.566 \| 26,3 % \| 14,3 % \| +12,0 % \| 13 \| 07 \| +6 \| \| CDU \| 6.412 \| 25,7 % \| 28,7 % \| 0−3,0 % \| 12 \| 15 \| −3 \| \| WfU \| 1.902 \| 07,6 % \| 00,0 % \| 0+7,6 % \| 04 \| 0 \| +4 \| \| FDP \| 1.166 \| 04,7 % \| 03,4 % \| 0+1,3 % \| 02 \| 02 \| ±0 \| \| FLU \| 1.018 \| 04,1 % \| 05,0 % \| 0−0,9 % \| 02 \| 03 \| −1 \| \| Die LINKE \| 0.723 \| 02,9 % \| 04,8 % \| 0−1,9 % \| 01 \| 02 \| −1 \| \| FWU \| 0.432 \| 01,7 % \| 00,0 % \| 0+1,7 % \| 01 \| 0 \| +1 \| \| Gültige Stimmen \| 24.9940 \| \| \| \| \| \| \| \| Ungültige Stimmen \| 0.512 \| \| \| \| \| \| \| \| Stimmen Insgesamt \| 25.5060 \| \| \| \| 48 \| 52 \| −4 \| \| Wahlberechtigte Insgesamt \| 49.6590 \| 51,4 % \| 52,7 % \| 0−1,3 % \| \| \| \| | Ratswahl 13.09.2020 UnnaWahlbeteiligung von 51,4 % 3020100 27,1 %26,3 %25,7 %7,6 %4,7 %4,1 %2,9 %1,7 % SPDGrüneCDUWfUdFDPFLUfLinkeFWUhGewinne und Verlusteim Vergleich zu 2014 %p 12 10 8 6 4 2 0 −2 −4 −6 −8−10−12−14−13,2 %p+12,0 %p−3,0 %p+7,6 %p+1,3 %p−0,9 %p−1,9 %p+1,7 %pSPDGrüneCDUWfUFDPFLULinkeFWUAnmerkungen:d Wir für Unnaf Freie Liste Unnah Freie Wähler Unna | Sitzverteilung Ratswahl 13.09.2020 UnnaInsgesamt 48 Sitze - Linke: 1 - SPD: 13 - Grüne: 13 - CDU: 12 - FDP: 2 - Sonst.: 7 Sonstige: (7 Sitze) > „WfU“ = 4 Sitze > „FLU“ = 2 Sitze > „FWU“ = 1 Sitz |          |         |              |              |     |
| Partei | Stimmen | % (2020) | % (2014) | +/−     | Sitze (2020) | Sitze (2014) | +/− |
| SPD | 6.775 | 27,1 % | 40,3 %   | −13,2 % | 13           | 21           | −8  |
| Bündnis 90/Die Grünen | 6.566 | 26,3 % | 14,3 %   | +12,0 % | 13           | 07           | +6  |
| CDU | 6.412 | 25,7 % | 28,7 %   | 0−3,0 % | 12           | 15           | −3  |
| WfU | 1.902 | 07,6 % | 00,0 %   | 0+7,6 % | 04           | 0            | +4  |
| FDP | 1.166 | 04,7 % | 03,4 %   | 0+1,3 % | 02           | 02           | ±0  |
| FLU | 1.018 | 04,1 % | 05,0 %   | 0−0,9 % | 02           | 03           | −1  |
| Die LINKE | 0.723 | 02,9 % | 04,8 %   | 0−1,9 % | 01           | 02           | −1  |
| FWU | 0.432 | 01,7 % | 00,0 %   | 0+1,7 % | 01           | 0            | +1  |
| Gültige Stimmen | 24.9940 | |          |         |              |              |     |
| Ungültige Stimmen | 0.512 | |          |         |              |              |     |
| Stimmen Insgesamt | 25.5060 | |          |         | 48           | 52           | −4  |
| Wahlberechtigte Insgesamt | 49.6590 | 51,4 % | 52,7 %   | 0−1,3 % |              |              |     |

| \| Partei \| Kandidat \| Stimmen \| % (2020) \| \| ------------------------- \| ------------------------- \| ------- \| -------- \| \| SPD \| Schuon, Katja \| 6.822 \| 27,1 % \| \| CDU \| Wigant, Dirk \| 6.437 \| 25,6 % \| \| Bündnis 90/Die Grünen \| Keuchel, Claudia \| 6.332 \| 25,2 % \| \| FDP \| Ellerkmann, Frank \| 1.446 \| 05,8 % \| \| FLU \| Murmann, Frank \| 1.404 \| 05,6 % \| \| WfU \| Kroll, Ingrid \| 1.399 \| 05,6 % \| \| \| Wilberg, Jens Ole \| 0.946 \| 03,8 % \| \| \| Megger, Achim \| 0.347 \| 01,4 % \| \| Gültige Stimmen \| Gültige Stimmen \| 25.1330 \| \| \| Ungültige Stimmen \| Ungültige Stimmen \| 0.418 \| \| \| Stimmen Insgesamt \| Stimmen Insgesamt \| 25.5510 \| \| \| Wahlberechtigte Insgesamt \| Wahlberechtigte Insgesamt \| 49.6590 \| 51,5 % \| | Bürgermeisterwahl 13.09.2020 UnnaWahlbeteiligung von 51,5 % 3020100 27,1 %25,6 %25,2 %5,8 %5,6 %5,6 %3,8 %1,4 % SPDaCDUbGrünecFDPdFLUeWfUfSonst.gSonst.hAnmerkungen:a Schuon, Katjab Wigant, Dirkc Keuchel, Claudiad Ellerkmann, Franke Murmann, Frankf Kroll, Ingridg Wilberg, Jens Oleh Megger, Achim |         |          |
| Partei | Kandidat | Stimmen | % (2020) |
| SPD | Schuon, Katja | 6.822   | 27,1 %   |
| CDU | Wigant, Dirk | 6.437   | 25,6 %   |
| Bündnis 90/Die Grünen | Keuchel, Claudia | 6.332   | 25,2 %   |
| FDP | Ellerkmann, Frank | 1.446   | 05,8 %   |
| FLU | Murmann, Frank | 1.404   | 05,6 %   |
| WfU | Kroll, Ingrid | 1.399   | 05,6 %   |
| | Wilberg, Jens Ole | 0.946   | 03,8 %   |
| | Megger, Achim | 0.347   | 01,4 %   |
| Gültige Stimmen | Gültige Stimmen | 25.1330 |          |
| Ungültige Stimmen | Ungültige Stimmen | 0.418   |          |
| Stimmen Insgesamt | Stimmen Insgesamt | 25.5510 |          |
| Wahlberechtigte Insgesamt | Wahlberechtigte Insgesamt | 49.6590 | 51,5 %   |

| \| Partei \| Kandidat \| Stimmen \| % (2020) \| \| ------------------------- \| ------------------------- \| ------- \| -------- \| \| CDU \| Wigant, Dirk \| 9.027 \| 50,6 % \| \| SPD \| Schuon, Katja \| 8.806 \| 49,4 % \| \| Gültige Stimmen \| Gültige Stimmen \| 17.8330 \| \| \| Ungültige Stimmen \| Ungültige Stimmen \| 0.197 \| \| \| Stimmen Insgesamt \| Stimmen Insgesamt \| 18.0300 \| \| \| Wahlberechtigte Insgesamt \| Wahlberechtigte Insgesamt \| 49.6340 \| 36,3 % \| | Bürgermeisterstichwahl 27.09.2020 UnnaWahlbeteiligung von 36,3 % 6050403020100 50,6 %49,4 % CDUaSPDbAnmerkungen:a Wigant, Dirkb Schuon, Katja |         |          |
| Partei | Kandidat | Stimmen | % (2020) |
| CDU | Wigant, Dirk | 9.027   | 50,6 %   |
| SPD | Schuon, Katja | 8.806   | 49,4 %   |
| Gültige Stimmen | Gültige Stimmen | 17.8330 |          |
| Ungültige Stimmen | Ungültige Stimmen | 0.197   |          |
| Stimmen Insgesamt | Stimmen Insgesamt | 18.0300 |          |
| Wahlberechtigte Insgesamt | Wahlberechtigte Insgesamt | 49.6340 | 36,3 %   |

#### Ergebnisse der Kommunalwahlen ab 1975
In der Liste werden nur Parteien und Wählergemeinschaften aufgeführt, die bei der jeweiligen Wahl mindestens 1,95 Prozent der Stimmen erhielten.
| Jahr | SPD  | CDU  | GAL  | FW/FLU | Linke | Piraten | FDP | WfU |
| ---- | ---- | ---- | ---- | ------ | ----- | ------- | --- | --- |
| 1975 | 49,7 | 38,8 |      |        |       |         | 9,2 |     |
| 1979 | 52,5 | 38,5 |      |        |       |         | 7,8 |     |
| 1984 | 49,6 | 35,1 | 09,9 |        |       |         | 5,4 |     |
| 1989 | 50,6 | 31,3 | 11,0 |        |       |         | 7,2 |     |
| 1994 | 47,9 | 36,0 | 12,0 |        |       |         | 4,2 |     |
| 1999 | 40,1 | 44,4 | 10,9 |        |       |         | 4,6 |     |
| 2004 | 40,8 | 36,8 | 13,6 |        |       |         | 8,8 |     |
| 2009 | 44,8 | 28,3 | 12,8 | 2,7    | 4,3   |         | 7,1 |     |
| 2014 | 40,3 | 28,7 | 14,3 | 5,0    | 4,8   | 3,5     | 3,4 |     |
| 2020 | 27,1 | 25,7 | 26,3 | 5,8    | 2,9   |         | 4,7 | 7,6 |

### Bürgermeister
Eine vollständige Übersicht der Bürgermeister, Ehrenbürger und Stadtdirektoren findet sich in der Liste von Persönlichkeiten der Stadt Unna.
Bürgermeister der jüngeren Geschichte (seit 1945)
- 12. April 1945 – 31. März 1946: Wilhelm Niemann (anschließend Stadtdirektor)
- 26. September 1946 – 31. Oktober 1948: Josef Ströthoff (SPD)
- 1. November 1948 – 4. Dezember 1952: Richard Schrader (CDU)
- 5. Dezember 1952 – 26. Februar 1954: Wilko Freiherr von Wintzingerode (FDP)
- 27. Februar 1954 – 26. November 1954: Josef Fischer (CDU)
- 29. November 1954 – 17. Dezember 1958: Emil Rasche (SPD)[37]
- 18. Dezember 1958 – 26. Februar 1959: Josef Ströthoff (mit der Wahrnehmung beauftragt bis zur Neuwahl des Bürgermeisters am 27. Februar 1959)
- 27. Februar 1959 – 17. Oktober 1984: Erich Göpfert (SPD)
- 18. Oktober 1984 – 30. September 1999: Willhelm Dördelmann (SPD)
- 1. Oktober 1999 – 12. Oktober 2004: Volker W. Weidner (CDU)
- 13. Oktober 2004 – 18. November 2020: Werner Kolter (SPD)
- seit 19. November 2020: Dirk Wigant (CDU).

### Wappen, Flagge und Dienstsiegel
Die Stadt Unna führt das mit Urkunde des Innenministers des Landes Nordrhein-Westfalen vom 13. November 1967 genehmigte Wappen:
| Wappen von Unna | Blasonierung: „In Silber (weiß) eine rote Stadtbefestigung mit offenem Festungstor, deren mittlerer, mit einem Spitzdach versehener Torturm seitlich durch Mauern und überdachte Wehrgänge mit zwei niedrigeren zinnengekrönten Türmen verbunden ist; das Obergeschoss des Torturms ist beiderseits mit je einer an roter Stange gehissten Fahne besteckt, die in Gold (gelb) einen in drei Reihen vierfach rot-silbern (weiß) geschachten Balken zeigt.“ |
| Wappen von Unna | |

Beschreibung der Flagge: „Die Stadtflagge zeigt die Farben rot und weiß. Sie kann das Stadtwappen enthalten.“
Die Stadt Unna führt Dienstsiegel mit dem Stadtwappen. Das Dienstsiegel gleicht in Form und Größe dem der Hauptsatzung beigedruckten Siegel.

Banner
Hissflagge
Wappen der ehem. Gemeinde Afferde
Wappen der ehem. Gemeinde Billmerich
Wappen der ehem. Gemeinde Hemmerde
Wappen der ehem. Gemeinde Massen
Wappen des ehem. Amtes Unna-Kamen

### Städtepartnerschaften
Unna unterhält partnerschaftliche Beziehungen mit den folgenden Städten:
- Waalwijk in den Niederlanden, seit 1968
- Palaiseau in Frankreich, seit 1969
- Enkirch in Deutschland, seit 1969
- Döbeln in Deutschland, seit 1989
- Ajka in Ungarn, seit 1990
- Pisa in Italien, seit 1996

Die Stadt Unna ist außerdem Mitglied im Internationalen Hansebund, Neue Hanse.
Des Weiteren unterhält die Kreisstadt Unna eine partnerschaftliche Beziehung zum in Unna stationierten Logistikbataillon 7 der Bundeswehr.

## Kultur und Sehenswürdigkeiten

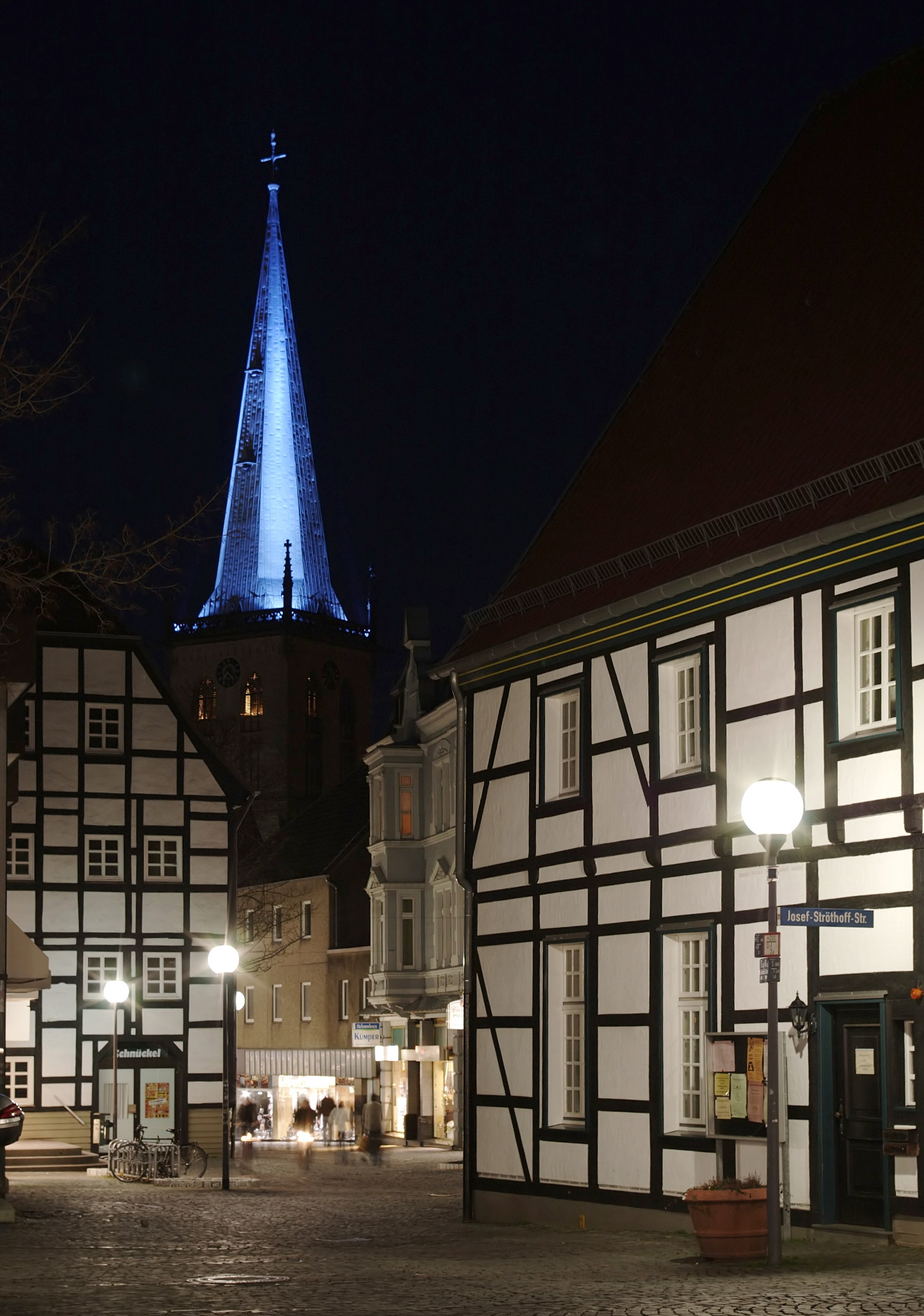
Blick von der Hertingerstraße auf den blau angestrahlten Turm der Stadtkirche

### Museen
Die Burg Unna ist seit 1936 Sitz des Hellweg-Museums. In der Ortschaft Kessebüren besteht das Ernst-Oldenburg-Haus mit einer ständigen Ausstellung von Werken des Malers und Bildhauers Ernst Oldenburg, der hier die letzten Jahre seines Lebens lebte und arbeitete. In Stockum gibt Horst Höfers privates Bergbaumuseum „Fröhliche Morgensonne“ einen anschaulichen Einblick in die Bergbaugeschichte des östlichen Ruhrgebiets und das Leben der Bergleute in der ersten Hälfte des 20. Jahrhunderts.
Der Kunstverein Unna begann 1968 zeitgenössische Kunst des Ruhrgebietes und Künstler aus dem europäischen Ausland zu zeigen. Er war bis in die Mitte der 1970er Jahre kultureller Mittelpunkt der Kunstszene der Region.
Siehe auch: Liste der Museen im Kreis Unna

### Kunst im öffentlichen Raum
Siehe: Liste von Kunstwerken im öffentlichen Raum in Unna

### Lichtkunst
Im Mai 2001 ist in Unna auf dem Gelände der ehemaligen Lindenbrauerei das Zentrum für Internationale Lichtkunst eröffnet worden. Seit 2002 ist die Stadt Unna im Kulturprojekt Hellweg – ein Lichtweg vertreten.

### Kirchen

#### Evangelische Stadtkirche
Die Evangelische Stadtkirche ist eine spätgotische Hallenkirche, die ab 1322 errichtet wurde. Der Grundstein des Chors datiert auf 1389. Er soll im Jahr 1396 vollendet worden sein. Der Turm wurde im 15. Jahrhundert erbaut. Der Turmhelm wurde nach Zerstörung durch Blitzschlag nach Plänen des Kölner Dombaumeisters Ernst Friedrich Zwirner 1863 neu errichtet. Die Kirche war von 1596 bis 1601 Wirkungsort des Liederdichters Philipp Nicolai. An der Stadtkirche befand sich einst noch eine 1501 errichtete Marienkapelle, die jedoch zu Beginn des 19. Jahrhunderts abgerissen wurde. Außerdem bestand in Unna neben der lutherischen Stadtkirche noch die reformierte Hospitalkirche, die jedoch nach der Vereinigung der lutherischen und der reformierten Gemeinde Unna um 1820 verkauft und später abgerissen wurde.

#### Katholische Pfarrkirche St. Katharina

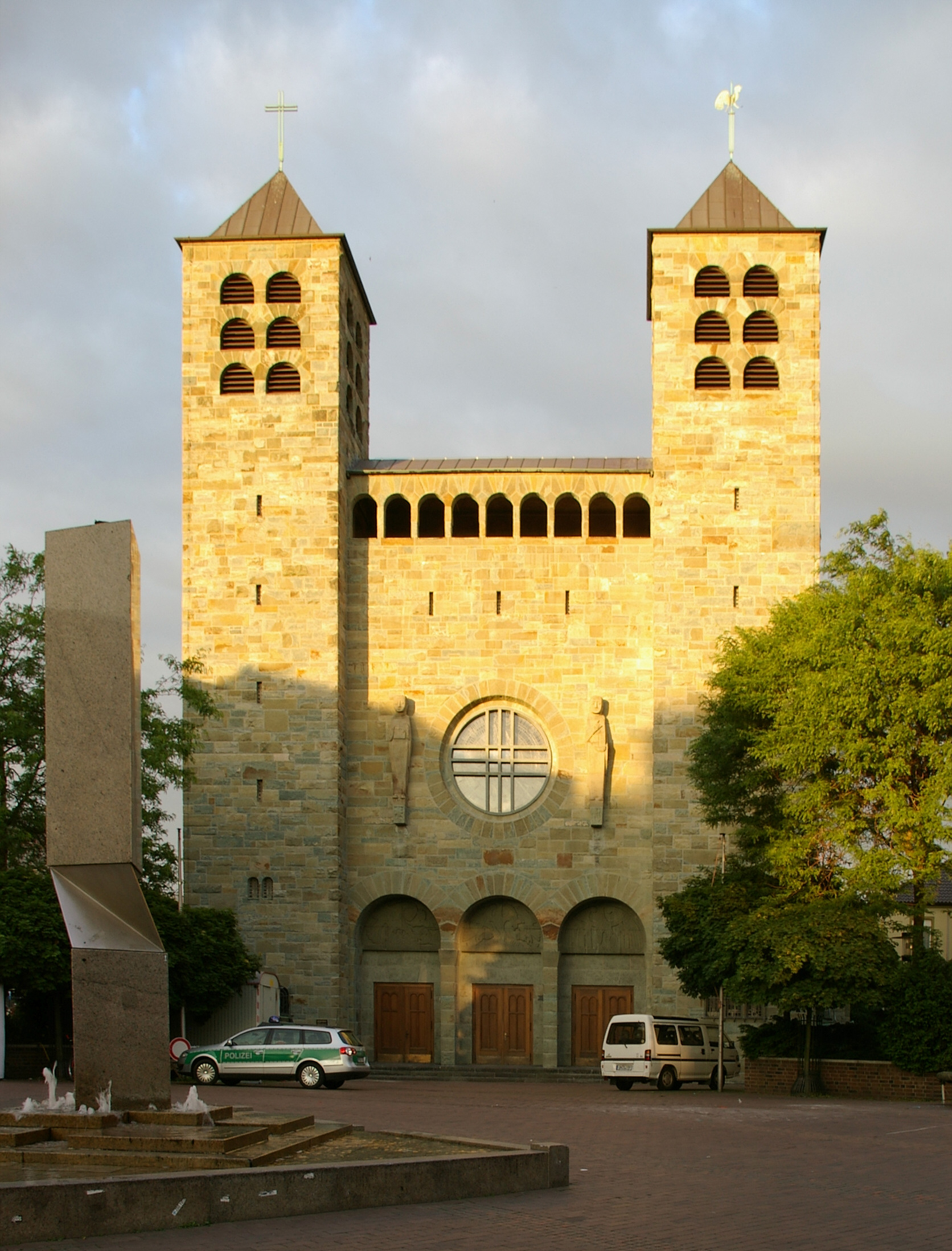
Katholische Katharinenkirche

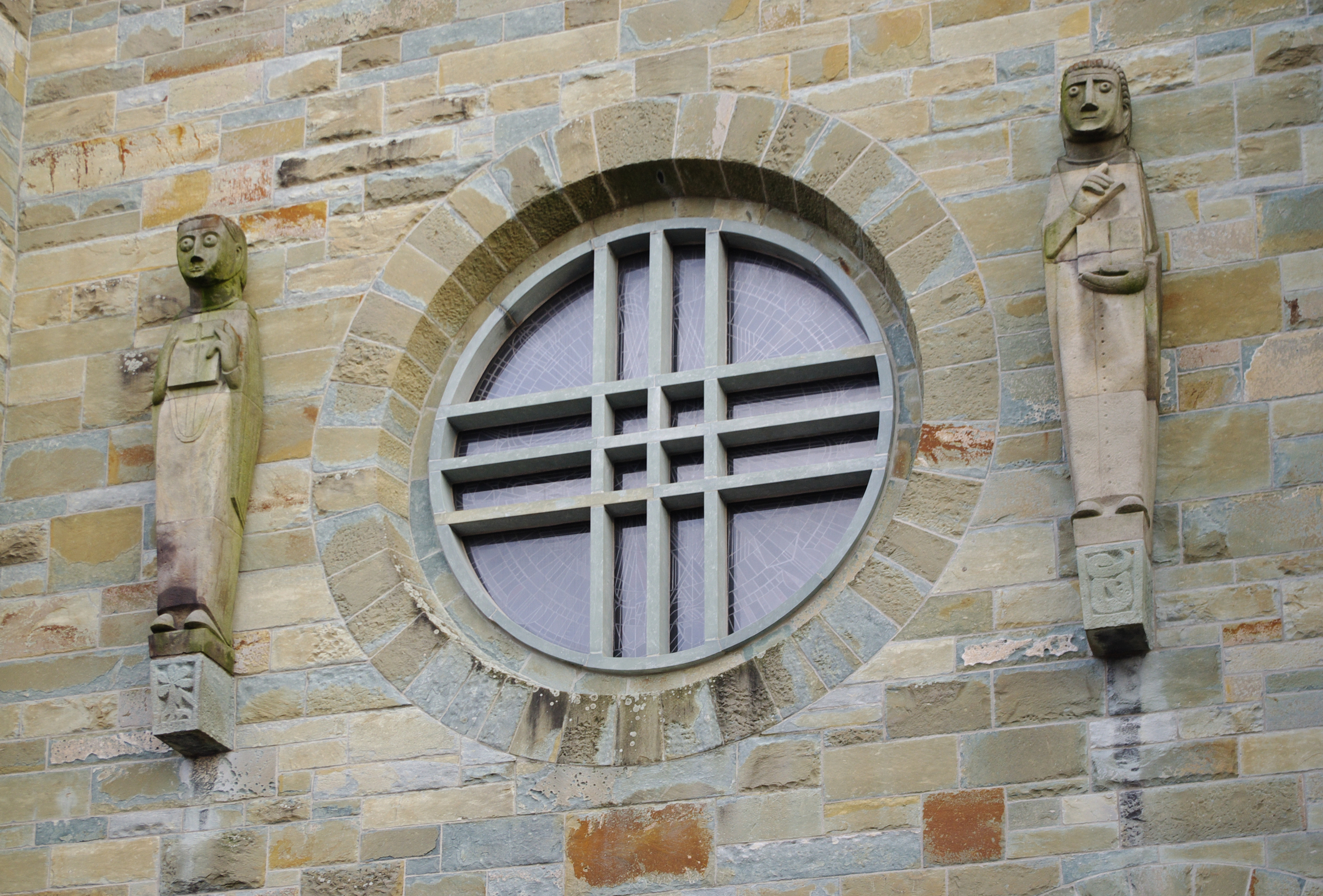
Portal der Katharinenkirche; Heiligenfiguren von Josef Baron

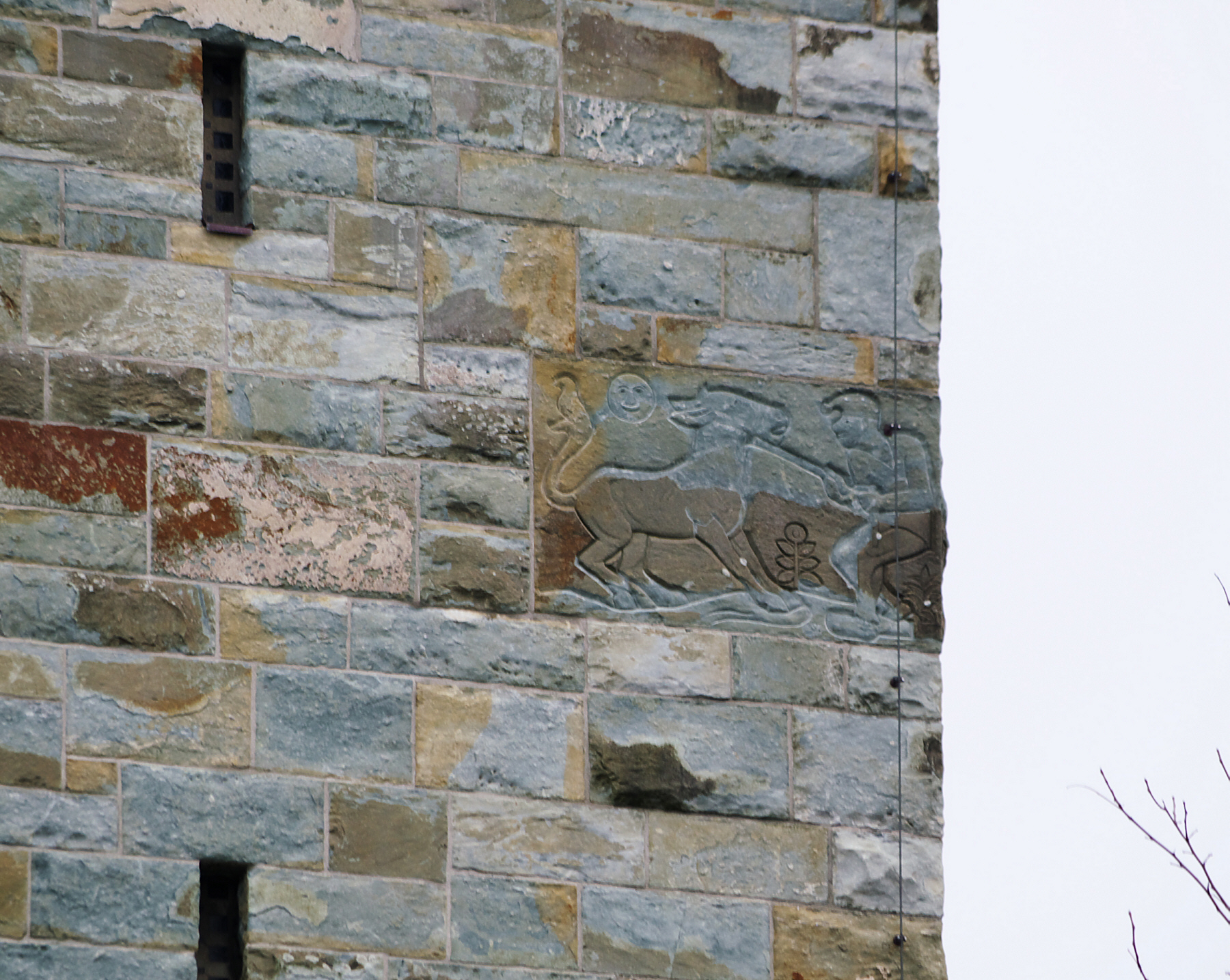
Unnaer Esel am südlichen Turm

##### Geschichte und Architektur
Nachdem die Stadt Unna in der zweiten Hälfte des 16. Jahrhunderts evangelisch geworden war, konnte sich erst gegen Ende des 17. Jahrhunderts wieder eine katholische Gemeinde bilden. Ihr wurde durch einen Vergleich zwischen dem Kurfürsten von Brandenburg und dem Pfalzgrafen von Neuburg im Jahr 1672 die Klosterkapelle an der heutigen Klosterstraße zugesprochen. Sie war um 1468 erbaut worden und nach Katharina von Alexandrien benannt. Sie diente von 1683 bis 1848 als katholische Pfarrkirche; danach war das Gebäude bis zur Pogromnacht am 9. November 1938 die Unnaer Synagoge; heute befindet sich darin eine Druckerei. Die zweite Katharinenkirche wurde 1848 südwestlich der heutigen Kirche an der späteren Bahnhofstraße errichtet. Sie wurde jedoch schon um 1900 wegen des starken Wachstums der Gemeinde zu klein. Die Planungen für einen Neubau zogen sich bis 1933 hin.
Das am Nordrand des Stadtzentrums stehende Kirchengebäude wurde von 1933 bis 1934 nach Plänen der Architekten Flerus und Konert aus Dortmund als doppeltürmiger Wandpfeilerbau im Stil der Neoromanik errichtet. Die nüchternen Wände aus Stahlbeton sind mit einer Fassade aus grünlichem Anröchter Dolomit verkleidet. Der Grundstein wurde am 26. November 1933 gelegt; die Konsekration erfolgte am 7. Oktober 1934 durch den Paderborner Erzbischof Caspar Klein. Die beiden Großplastiken über dem Westportal sind Arbeiten des Bildhauers Josef Baron; sie zeigen die Heiligen Bonifatius und Petrus Canisius. Vom selben Künstler stammt ein Relief hoch am südlichen Turm, das den „Unnaer Esel“ zeigt.

##### Sanierung
Im Jahr 2002 wurde eine umfangreiche Sanierung erforderlich, bei der auch die Ausgestaltung des Innenraumes neu geplant wurde. Der klare Charakter der Architektur sollte erhalten werden, die Stimmung des Innenraumes verbessert werden. Unter der Leitung von Thomas Kesseler wurde ein Konzept entwickelt, das die Ausstattungsstücke in einen neuen Zusammenhang brachte und ergänzte. Die Alabasterfigur der Hl. Katharina, die zuvor lange Zeit im Diözesanmuseum in Paderborn gestanden hatte, erhielt einen neuen Platz in einer eigens dafür gebauten roten Kapelle. Die vorherige Trennung von Altar und Gemeinderaum sollte aufgelöst werden; der Altarraum fand seinen Platz in den ersten beiden Achsen des Langhauses, um vier Stufen erhöht. Die auskragenden Stufen bestehen aus Anröchter Steinplatten, die 1,00 × 1,00 Meter groß sind. Sie korrespondieren mit den Raumabmessungen, den Seitenschiffmaßen und den Pfeilern der Kirche. Es wurde die Idee einer Wegekirche aufgegriffen, so dass Tabernakel, Altar, Taufstein und Hauptportal eine Mittelachse bilden. Ein zwei Meter breiter Streifen aus grünem Dolomit unterstreicht dies. Zwei neun Meter hohe und drei Meter breite Glasbilder mit Schwarzrotbemalung sind im Bereich der ehemaligen Altarebene an Flachstahl aufgehängt. Sie weisen Elemente der frühchristlichen Apsismosaiken auf; im Hintergrund werden Arkanthusornamente durch freie Malereien überlagert, die eine kosmische Lichtvision erzeugen sollen. Vor diesen Malereien hängt frei im Raum ein Kreuz. Als weitere Anlehnung an frühchristliche Raumgestaltung wurden 2,5 Meter hohe, weiße Wandblöcke gemauert, die als Chorschranken dienen. In den oberen Chorschranken befinden sich zwei Glasbilder, die Maria und Johannes den Täufer beim Gebet zeigen. Sie bilden zusammen mit der Darstellung der Kreuzigung eine sogenannte Deesis Gruppe; dieser Bildtypus wies schon in der byzantinischen Kunst auf das Weltgericht hin. Der Innenraum ist zurückhaltend in hellen Mineralfarben gefasst; die Holzdecke zeigt verschiedene intensiv gehaltene Blaugrautöne auf. Die Seitenkapellen und die Werktagskapelle sind nach der Palette der Farbklaviatur von Le Corbusier in Blau-, Rot- und Gelbtönen gehalten. Die ehemaligen Türen der Windfänge fanden keine Wiederverwendung; sie wurden durch eine Glaswand unter der Orgelempore, die eine Vorhalle bildet, ersetzt. Die Glaswand ermöglicht gleichzeitig die Öffnung der Kirche und die Sicht auf den Innenraum, ohne Zutritt zu gewähren. In der Anbetungskapelle sind die Wandfelder in gelben Farbabstufungen gehalten. Auf dem gläsernen Mittelportal ist die Inschrift „Tritt ein in diesen Raum. Lass dich berühren vom wahren Licht, zu dem Christus die Pforte ist“ zu lesen.

#### Christuskirche Königsborn
Die evangelische Christuskirche im Stadtteil Königsborn ist eine in den Jahren 1904/1905 errichtete Saalkirche in neuromanischen, vom Jugendstil beeinflussten Formen.

### Andere Baudenkmäler
Eine vollständige Liste der registrierten Bau- und Bodendenkmäler mit Fotos enthält die Liste der Baudenkmäler in Unna.

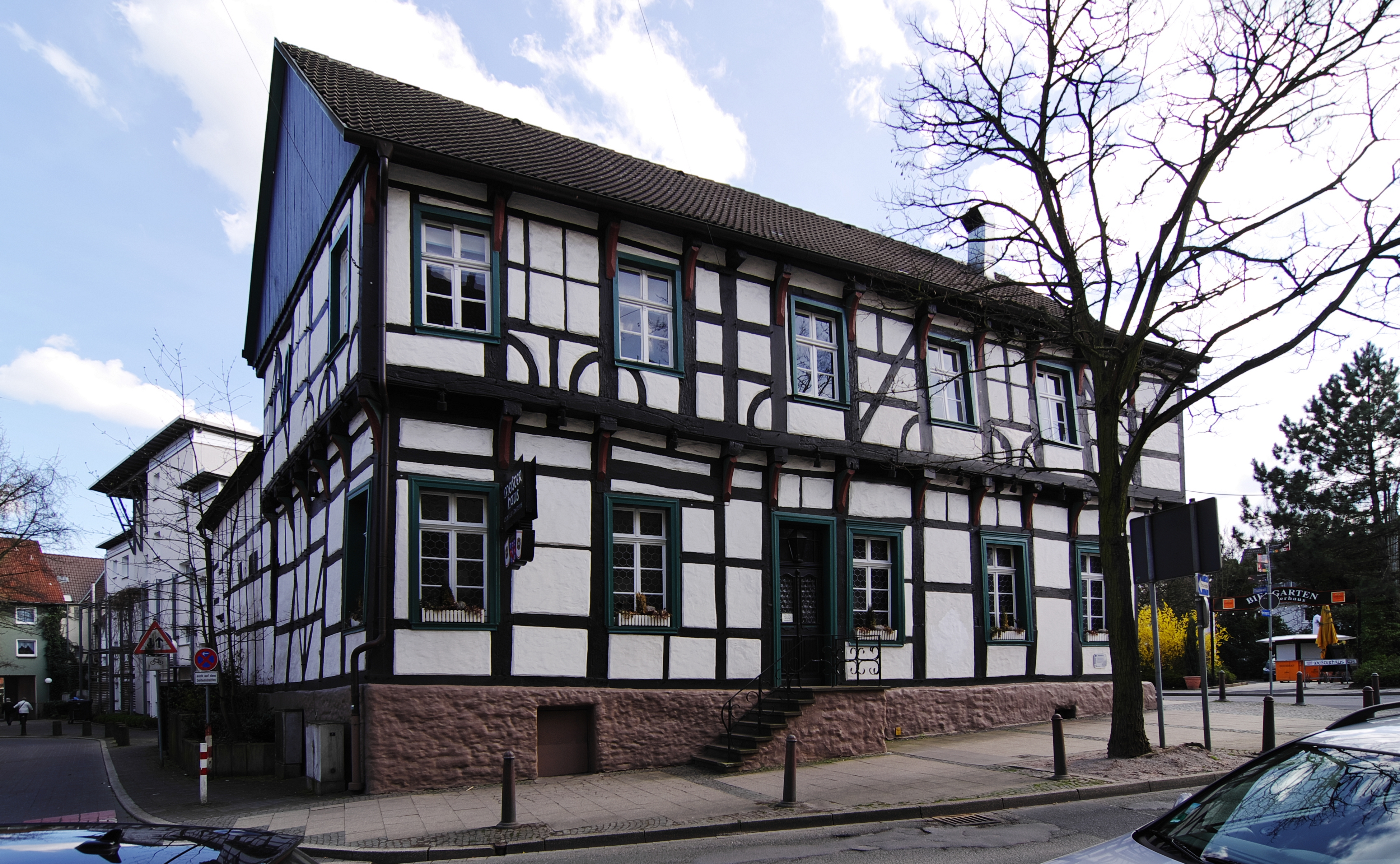
Fachwerkhaus an der Hertingerstraße aus dem 16. Jhdt.

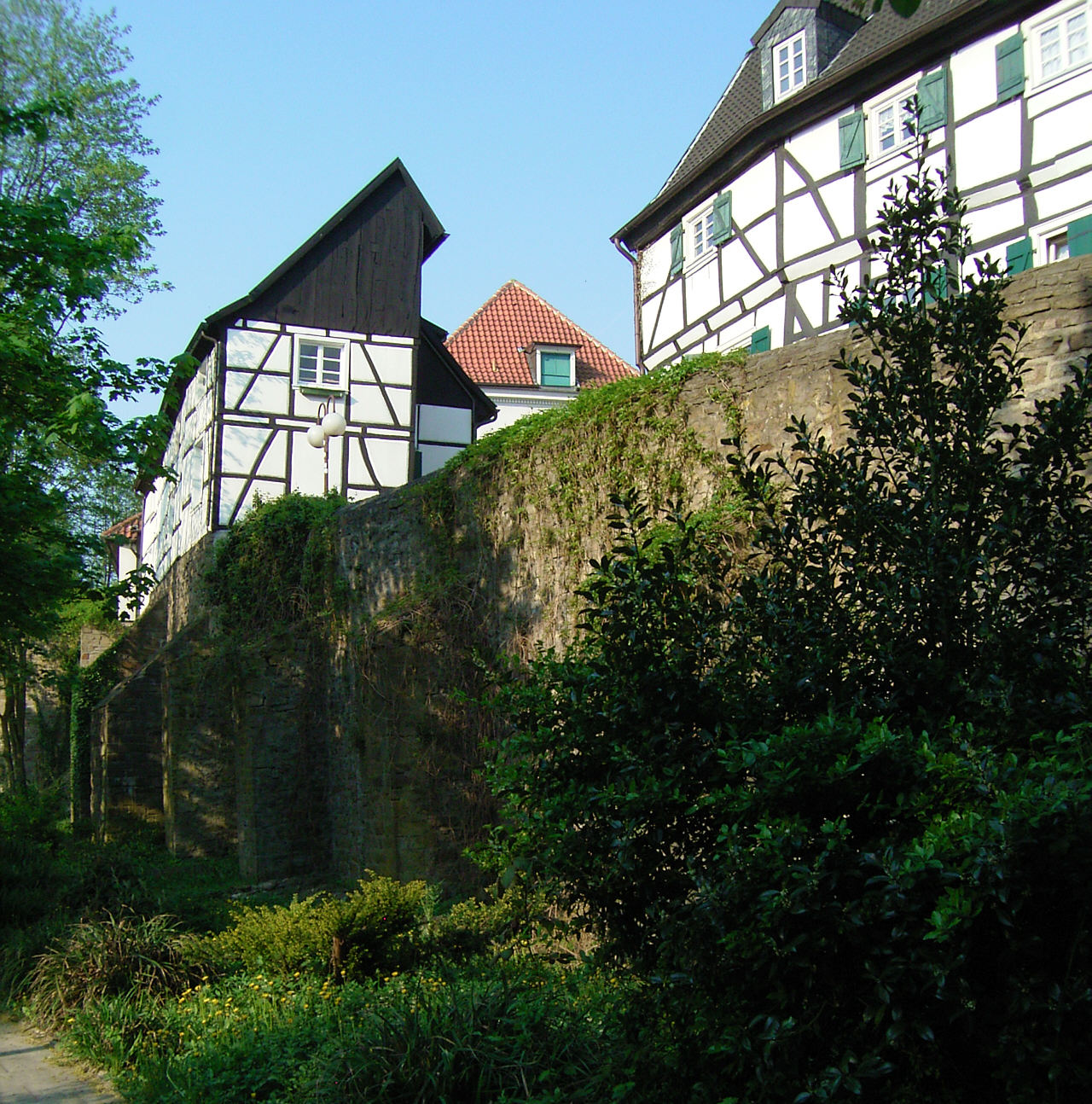
Blick auf die Stadtmauer am Ostring

- Das ehemalige Augustinerinnenkloster wurde 1459 gegründet. Der einstige Kirchenbau wurde durch Umbauten völlig entstellt und ist heute profaniert.

- Das ehemalige Rathaus am Markt ist ein zweigeschossiger klassizistischer Putzbau von 1833. Es wurde 1925 durch den Einbau von Arkaden erheblich verändert.

- Der Rahlenbecks Hof, Klosterstraße 44, ist ein zweigeschossiger Fachwerkbau, der im 17. Jahrhundert über mittelalterlichen Fundamenten neu errichtet wurde. Er gilt als eines der schönsten Fachwerkhäuser in Unna und wurde ab 1657 im Brautweinbuch genannt. Über dem Eingang ist ein Doppelwappen angebracht.[49]

- Wohnbauten: In der Altstadt hat sich eine größere Anzahl von Fachwerkbauten aus dem 16.–19. Jahrhundert erhalten, die jedoch nicht selten verputzt und durch Ladeneinbauten verändert sind. Hervorzuheben:
  - Gürtelstraße 19. Das dreigeschossige Traufenhaus von 1577 mit geschnitzten Fächerrosetten ist der letzte Rest eines größeren, im 19. Jahrhundert abgebrannten Nebenhauses
  - Hertingerstraße 32. Das zweigeschossige Giebelhaus mit Bruchsteinsockel entstand wohl zwischen 1550 und 1600.
  - Markt 10. Ende des 16. Jahrhunderts errichtetes Giebelhaus mit gebogenen Fußbändern und z. T. mit geschnitzten Fächerrosetten
  - Markt 11. Giebelhaus mit Krüppelwalmdach und Andreaskreuzen, 17. Jahrhundert
  - Markt 14. Klassizistisches Bürgerhaus des 19. Jahrhunderts, das ursprünglich verputzt war.
  - Massener Straße 19. Verputzter Fachwerkbau, wohl noch im 16. Jahrhundert erbaut.
  - Massener Straße 24. Zweigeschossiges Giebelhaus mit beschnitzten Füllbrettern und Fächerrosetten, das 1587 bezeichnet ist. Das Erdgeschoss und das Giebeldreieck wurden durch Umbauten verändert.
- Von der Stadtbefestigung sind größere Strecken vor allem an der Ostseite der Altstadt erhalten. Am Südwall steht ein Rest des 1475 erbauten Eulenturms. Sein Name entstand im 19. Jahrhundert aus einer fehlerhaften Übersetzung des niederdeutschen „Ölckenthurm“, was eigentlich „Iltisturm“ bedeutet. Das ursprüngliche Dach und das Obergeschoss des Turms wurden 1856 abgetragen.
- Die Burg Unna, ebenfalls nahe der Stadtmauer, beherbergt das Hellweg-Museum.
- In Uelzen lag das 1343 erstmals erwähnte Wasserschloss Haus Heyde, das 1966 abgebrochen wurde. Ein Teil der Gräfte und ein außergewöhnlicher Baumbestand sind noch vorhanden. Seit 1986 steht der Bereich als Bodendenkmal unter Schutz. Hier lebten bedeutende Persönlichkeiten, vor allem die berühmte Familie von Bodelschwingh, für die im 19. Jahrhundert Heyde „der eigentliche Mittelpunkt“ war.
- Haus Westhemmerde

### Brunnen in Unna

#### Eselsbrunnen

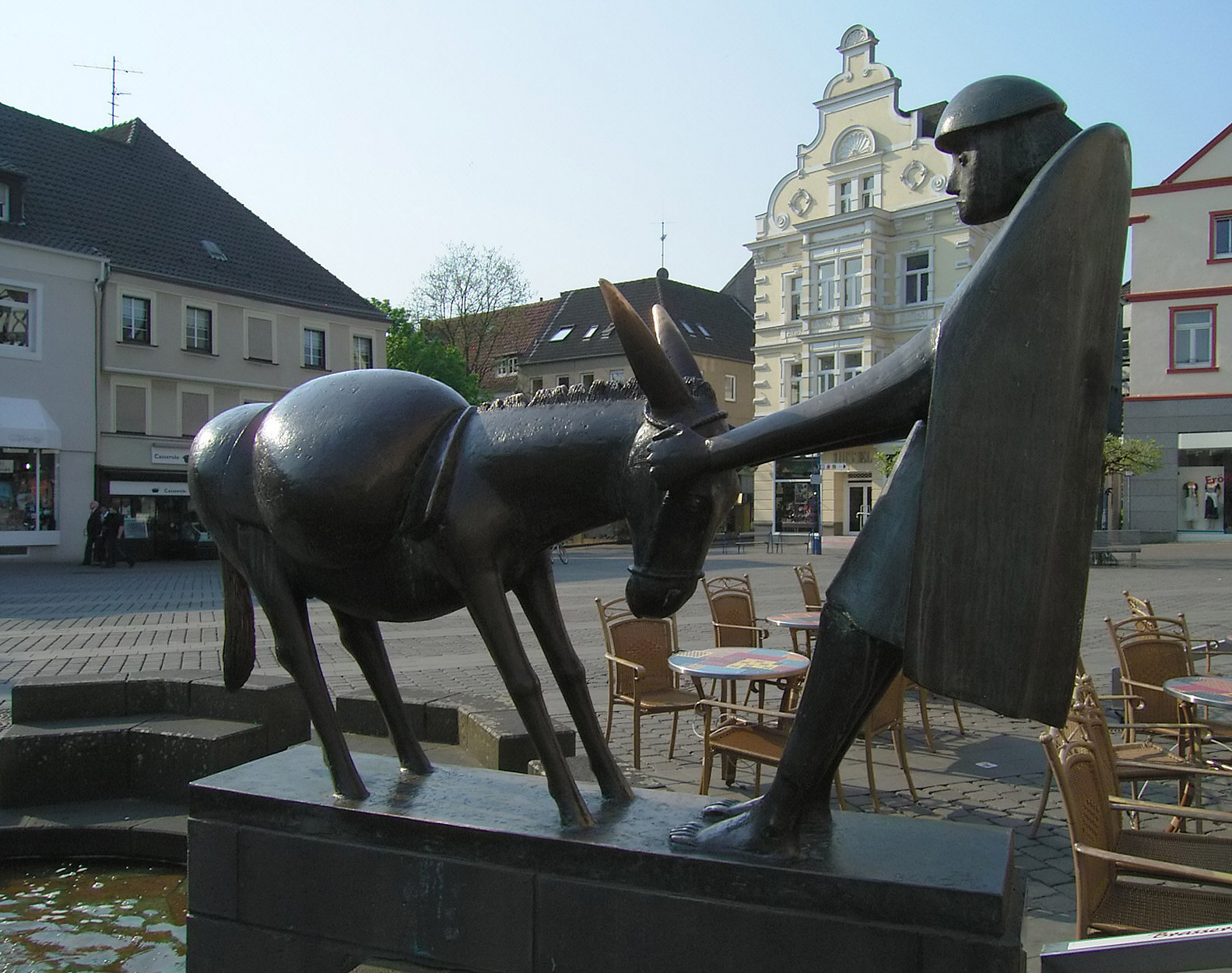
Der Esel, eine Unnaer Symbolfigur

Der Eselsbrunnen wurde 1978 als Ersatz für den alten Marktbrunnen nach einem Entwurf von Josef Baron errichtet. Der Esel ist kein Wahrzeichen im eigentlichen Sinn, hat sich aber als Symbolfigur für Unna durchgesetzt. Der Ursprung dürfte in sogenannten Ortsübernamen liegen, die im 19. Jahrhundert in Westfalen weit verbreitet waren, wie beispielsweise (plattdeutsch) „Kömsche Bleier“ für die benachbarten Kamener, hier eben „Iasel Unna“. 1924 entstand aus dieser Tradition eine erste offizielle Eseldarstellung am Rathaus am Markt, 1934 ein Relief am Turm der neu erbauten Katharinenkirche, das die Auseinandersetzung der katholischen Kirchengemeinde mit der nationalsozialistischen Verwaltung um den Bauplatz symbolisieren soll. Mit einer Skulptur im Stadtpark 1954 (ebenfalls Josef Baron), dem Stadtbrunnen und zuletzt 2009 einer Tierparade pflegt Unna diese Tradition.

#### Der „Wasserstau“
Als die Aluminiumwerk Unna AG 1989 ihr 75-jähriges Bestehen feierte, schenkte das Unternehmen der Stadt die von Hans-Oiseau Kalkmann entworfene Wasserskulptur, die der Bildhauer mit den Auszubildenden in einer viermonatigen Kontakt-Kunst-Aktion im Werk erstellte. Die Skulptur ist ein Hinweis auf den an dieser Stelle verrohrten Kortelbach. Sie steht am Innenstadtring, wo sich früher das Wassertor befand. Daran erinnert auch der Name der Wasserstraße.

### Regelmäßige Veranstaltungen

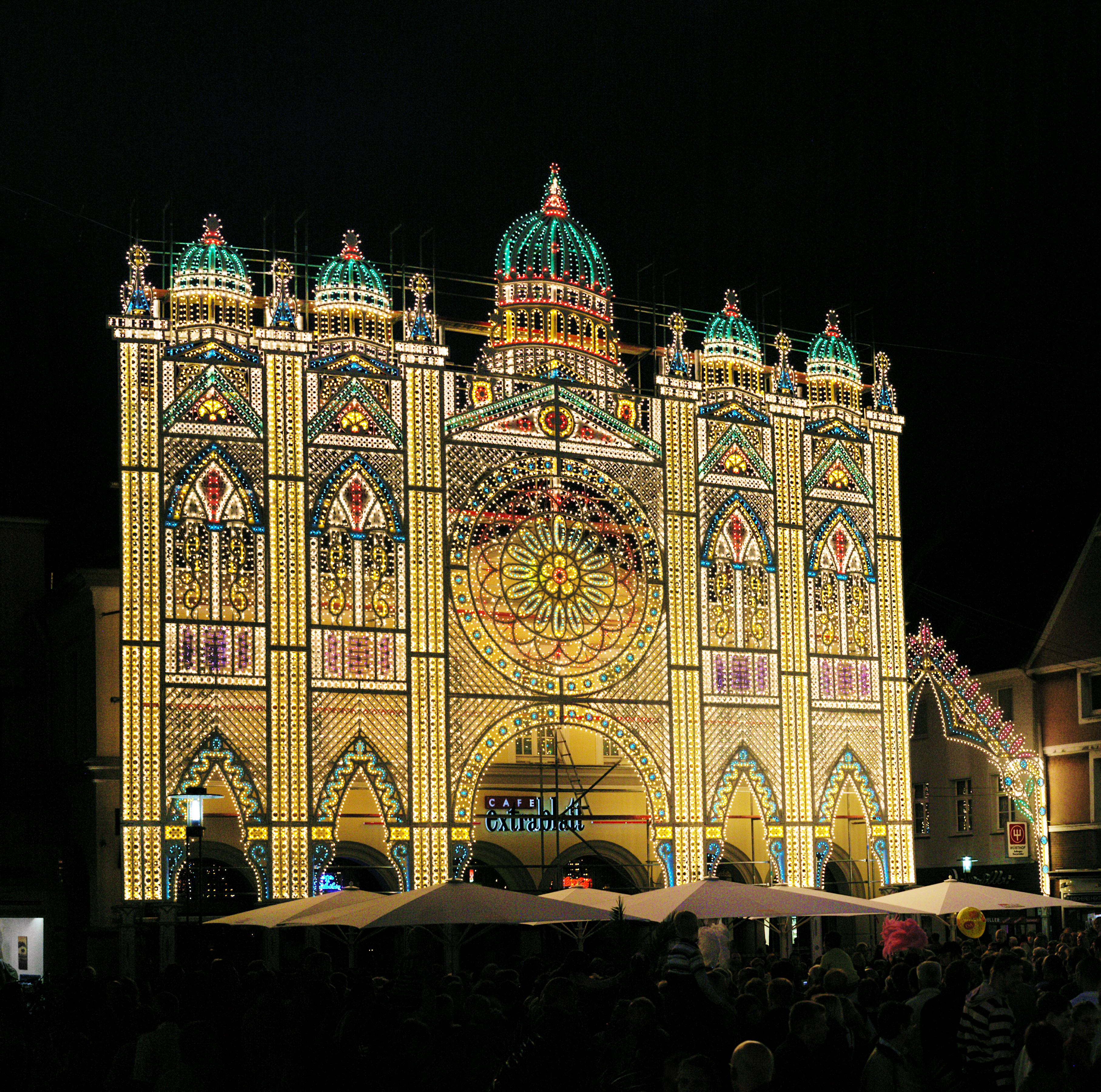
Italienisches Fest 2007

In Unna fand von 1956 bis 2011 alljährlich an Weiberfastnacht, angeführt von Helmut Scherer, der kleinste Karnevalsumzug der Welt statt. Er bestand nur aus einem einzigen handgezogenen Bollerwagen. Scherer führte die Tradition seiner Umzüge in den Folgejahren fort.
Regelmäßige Veranstaltungen leiten sich her einerseits aus Tradition und Brauchtum, andererseits aus innovativer und aktueller Programmplanung unterschiedlicher Veranstalter in städtischer und anderer Trägerschaft.
Es gibt eine Vielfalt kultureller Veranstaltungen: Regelmäßige Ausstellungen des Kunstvereins Unna, im städtischen Hellweg-Museum sowie durch die von der Stadt Unna eingerichtete und nach dem Unnaer Künstler Carlernst Kürten, einem der bekanntesten Bildhauer der Region des Ruhrgebietes, benannte Carlernst Kürten-Stiftung in Unna-Alte Heide, die Konzerte der Philipp-Nicolai-Kantorei, des Musikvereins der Stadt Unna und der diversen Chöre des regen Sängerkreises, die Jugendkonzerte der Partnerstädte Palaiseau und Unna, Kindermalfeste auf den Marktplätzen, Festprogramme der Sportvereine, Vormieten der Kulturverwaltung, besondere Filmreihen der Volkshochschule, zudem die mit Rückenwind des Kulturausschusses eingerichtete Reihe Jazz Aktuell, die regelmäßigen Veranstaltungen von in der Stadt befindlichen Einrichtungen wie der Internationalen Komponistinnen-Bibliothek und dem Internationalen Zentrum für Lichtkunst sowie von anderen überregional bedeutsamen Institutionen, beispielsweise dem Westfälischen Literaturbüro in Unna e. V. mit seiner internationalen Biennale Mord am Hellweg, überdies das Veranstaltungsprogramm der Kulturbetriebe der Kreisstadt Unna (beispielsweise jährlich: Summertime (Kultursommer Open Air)).
Alle zwei Jahre findet „Un(n)a Festa Italiana“ in der Innenstadt statt. An jedem ersten Wochenende im September findet in Unna das Stadtfest statt. Das Fest wird am Freitagabend mit dem Altbierabend und dem traditionellen Fassanstich durch den Bürgermeister eröffnet. Auf bis zu sieben Bühnen werden im gesamten Innenstadtbereich verschiedene Musikrichtungen und Künstler präsentiert. Neben lokalen Größen treten auch überregional bekannte Musikgruppen auf.

## Wirtschaft und Infrastruktur

### Wirtschaft
Unna war bis Mitte des 19. Jahrhunderts noch eine überwiegend landwirtschaftlich geprägte Stadt. 1828 wurden Bierbrauereien, Branntweinbrennereien, Töpfereien und eine Ziegelfabrik als „Nahrungszweige“ der Stadt genannt. Daneben hatte die Salzgewinnung in Königsborn große Bedeutung. Ab Beginn der Industrialisierung hat sich – vor allem durch den Kohlebergbau – ein Wechsel zum Industriestandort vollzogen. Im Gegensatz zu den meisten Ruhrgebietsstädten sind in Unna die meisten Arbeitsplätze nach wie vor in der Industrie (Eisen- und Metallverarbeitung, Maschinenbau) oder im Handwerk angesiedelt. Mit dem ehemaligen Stahlwerk Westig betreibt die Zapp AG seit 1991 ein Werk für Präzisions-Halbzeuge in Unna. Seit 1972 ist VDM Metals im Stadtteil Königsborn mit einem Schmelzwerk für Nickellegierungen und Sonderedelstähle ansässig. Das Unternehmen beschäftigt in Unna rund 450 Mitarbeiter. Die Aluminiumwerk Unna AG beschäftigt am Standort 390 Mitarbeiter. Als bedeutender Arbeitgeber gilt auch die Unternehmenszentrale und das Möbelhaus des Unternehmens Zurbrüggen Wohnzentrum. Die Firma WIMA fertigt in Unna Folienkondensatoren.
Ein zunehmend an Bedeutung gewinnender wirtschaftlicher Schwerpunkt ist der Logistikbereich. Das ehemalige Karstadt-Zentrallager (heute DHL), das Zentrallager des Pumpenherstellers WILO SE, ein Verteilzentrum der DPD und das Metro-Hochregallager Varena sind die bekanntesten Vertreter dieser Branche. Ein weiterer großer Logistikkomplex der DHL wurde 2008 in Betrieb genommen. Die Kaufhaus-Kette Woolworth hat ihre Zentrale in Unna.
Die Stadt Unna hat eines der höheren durchschnittlichen Primäreinkommen je Einwohner im Kreis Unna. Im Landesvergleich belegte sie 2016 beim durchschnittlich verfügbaren Einkommen Platz 93 von 396 Gemeinden in Nordrhein-Westfalen.

### Verkehr

#### Eisenbahnverkehr
Der Bahnhof Unna liegt an den Bahnstrecken Hagen–Hamm und Dortmund–Soest, und er ist die Endstation der nördlichen Verlängerung der Hönnetalbahn über Fröndenberg und Menden nach Neuenrade. Er ist außerdem Endpunkt der S-Bahn-Linie 4 der S-Bahn Rhein-Ruhr.
Weitere Bahnhöfe bzw. Haltepunkte im Stadtgebiet von Unna sind Lünern und Hemmerde an der Strecke nach Soest sowie Unna West, Unna-Königsborn und Massen an der S-Bahn-Linie nach Dortmund.

#### Busverkehr
Unna hat ein Stadtbusnetz (StadtBus Linien C40–C45). Dieses wird, wie auch die Anbindung an die Nachbargemeinden, durch die Verkehrsgesellschaft Kreis Unna betrieben.
- Die Linie C40 fährt vom Bahnhof Unna zum Südfriedhof
- Die Linie C41 fährt vom Bahnhof Unna zum Flughafen Dortmund
- Die Linie C42 fährt vom Kastanienhof in die Innenstadt
- Die Linie C43 fährt vom Südfriedhof zur Grillostraße
- Die Linie C44 fährt von der Innenstadt nach Königsborn
- Die Linie C45 fährt von der Innenstadt nach Hemmerde

Außerdem betreiben die VKU und weitere Unternehmen verschiedene Regionallinien, die in verschiedene Nachbargemeinden fahren:
- Die Linie R51 fährt von Unna nach Holzwickede
- Die Linie R54 fährt von Unna über Massen nach Kamen-Methler
- Die Linie R81 fährt von Unna über Kamen und Bergkamen nach Werne
- Die Linie R70 fährt von Unna über Kessebüren und Frömern nach Fröndenberg/Ruhr
- Die Linie 27 fährt von Unna über Strickherdicke, Langschede, Halingen (Menden) nach Menden (Sauerland)

Eine Schnellbuslinie hat einen ähnlichen Linienverlauf wie die Regionallinie R81:
- Die Linie S81 fährt von Unna über Kamen und Bergkamen nach Werne

Zwei Direktbuslinien:
- Die Linie D45 fährt von der Innenstadt ins Gewerbegebiet Ost
- Die Linie D86 fährt von Schwerte über Unna, Kamen und Bergkamen nach Werne (Amazon)

Taxisbuslinien fahren in Unna nur auf vorherige Anfrage bei der VKU:
- Die Linie T46 fährt von Steinen (bei Hemmerde) nach Mühlhausen
- Die Linie T47 fährt vom Schwimmbad Schöne Flöte (bei Holzwickede) über die Massener Heide nach Unna
- Die Linie T48 fährt von Unna nach Afferde
- Die Linie T54 fährt von Massen nach Obermassen

Zudem besitzt Unna eine Vielzahl von Schulbuslinien (14) (zum Teil auch nach außerhalb der Stadt) und ein Anrufsammeltaxi (AST).

#### Straßenverkehr
Unna liegt direkt an den Bundesautobahnen 1 (Köln–Bremen) sowie 44 (Dortmund–Kassel).
Die Bundesstraße 1 durchquert das Stadtgebiet in West-Ost-Richtung, die B 233 verlief ursprünglich von Werne über Unna in Richtung Iserlohn. Der Abschnitt von der Unnaer Stadtmitte bis zur Autobahnauffahrt Kamen wurde zu einer Landesstraße (L 678) zurückgestuft.

#### Flugverkehr
Westlich von Unna befindet sich der Flughafen Dortmund (Dortmund Airport 21). Von hier aus werden vor allem viele Ziele in Osteuropa angeflogen. Der Platz wird auch von Geschäfts- und Privatfliegern genutzt.
Die Anflugschneise aus östlicher Richtung verläuft quer über das Stadtgebiet von Unna. Das östliche Ende der Start- und Landebahn befindet sich wenige hundert Meter von der Stadtgrenze nach Unna-Massen entfernt. Die „Schutzgemeinschaft Fluglärm“ kämpft gegen die Verlängerung der Startbahn und die Ausweitung von Start- und Landezeiten.

### Medien
Es gibt zwei Tageszeitungen in Unna. Die älteste und größte Zeitung ist der Hellweger Anzeiger. Weiterhin gibt es die Westfälische Rundschau, deren Lokalteil vollständig vom Hellweger Anzeiger übernommen wird. Die Anzeigenblätter Montakt und Stadtspiegel ergänzen das Angebot.
Das Lokalradio Antenne Unna sendet im ganzen Kreis Unna und hat seinen Sitz in Unna.

### Öffentliche Einrichtungen
Unna beherbergt die Glückauf-Kaserne, den Standort des Logistikbataillons 7 der deutschen Bundeswehr.
Das Amtsgericht Unna ist das für die Gemeinden Unna, Fröndenberg, Bönen und Holzwickede zuständige Amtsgericht.

### Bildung

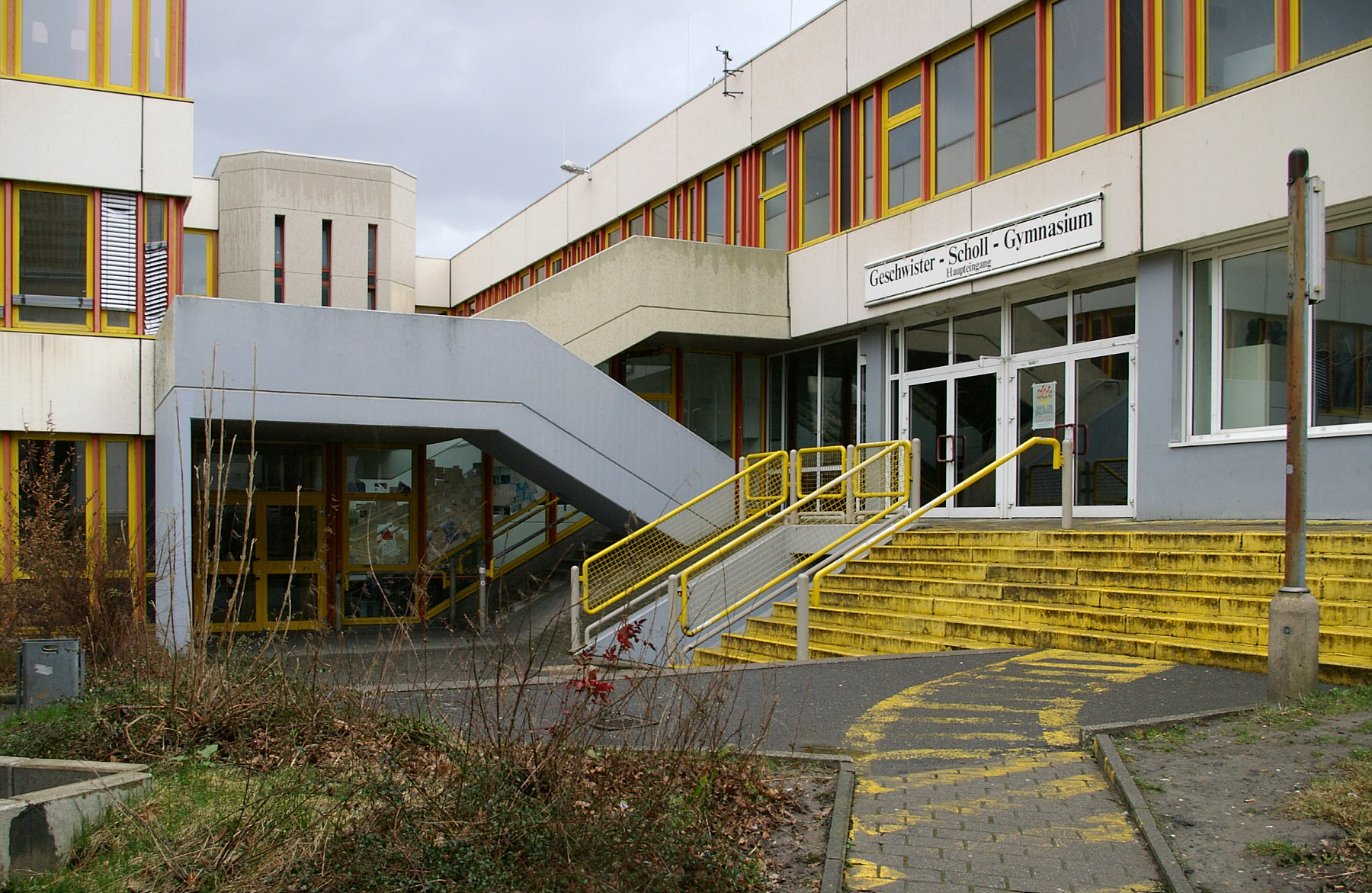
Geschwister-Scholl-Gymnasium in Königsborn

Auf dem Gelände der ehemaligen Lindenbrauerei sind im Zentrum für Information und Bildung (ZIB) verschiedene Einrichtungen der Stadt Unna zusammengefasst. So befinden sich hier die Volkshochschule, die Stadtbibliothek und das Stadtarchiv seit 2004 unter einem Dach.
In Unna gibt es elf Grundschulen. Das Angebot an weiterführenden Schulen umfasst zwei Gesamtschulen, eine Realschule, drei Gymnasien, eine Förderschule (Schwerpunkte Lernen sowie Emotionale und soziale Entwicklung, Sekundarstufe I) und ein Weiterbildungskolleg in Form einer Abendschule (Realschule und Gymnasium).
Als Besonderheiten sind ein bilingualer Zweig am Geschwister-Scholl-Gymnasium sowie ein Waldorfkindergarten zu nennen. Unna hat ebenfalls ein Berufsschulzentrum. Die drei Kollegs haben Schwerpunkte in den Bereichen Handwerk und Technik (Hellweg Berufskolleg), Hauswirtschaft, Sozial- und Gesundheitswesen (Märkisches Berufskolleg) sowie Handel, Wirtschaft und Verwaltung (Hansa Berufskolleg).

### Gesundheitswesen
In Unna gibt es zwei Krankenhäuser der Grundversorgung, das Katharinen-Hospital, im Volksmund auch „Katholisches Krankenhaus“ genannt, und das Evangelische Krankenhaus.
Beide Krankenhäuser haben sich am 8. September 2020 zum „Christlichen Klinikum“ zusammengeschlossen. Die Spitäler werden an den alten Standorten unter den Bezeichnungen Christliches Klinikum Mitte und Christliches Klinikum West weiterbetrieben.
Zudem ist das Lebenszentrum Königsborn ein überregional bedeutsamer Träger im Gesundheitswesen, unter anderem mit einem der größten Sozialpädiatrischen Zentren Deutschlands und der Klinik für Neuro- und Sozialpädiatrie.

### Sport und Freizeit

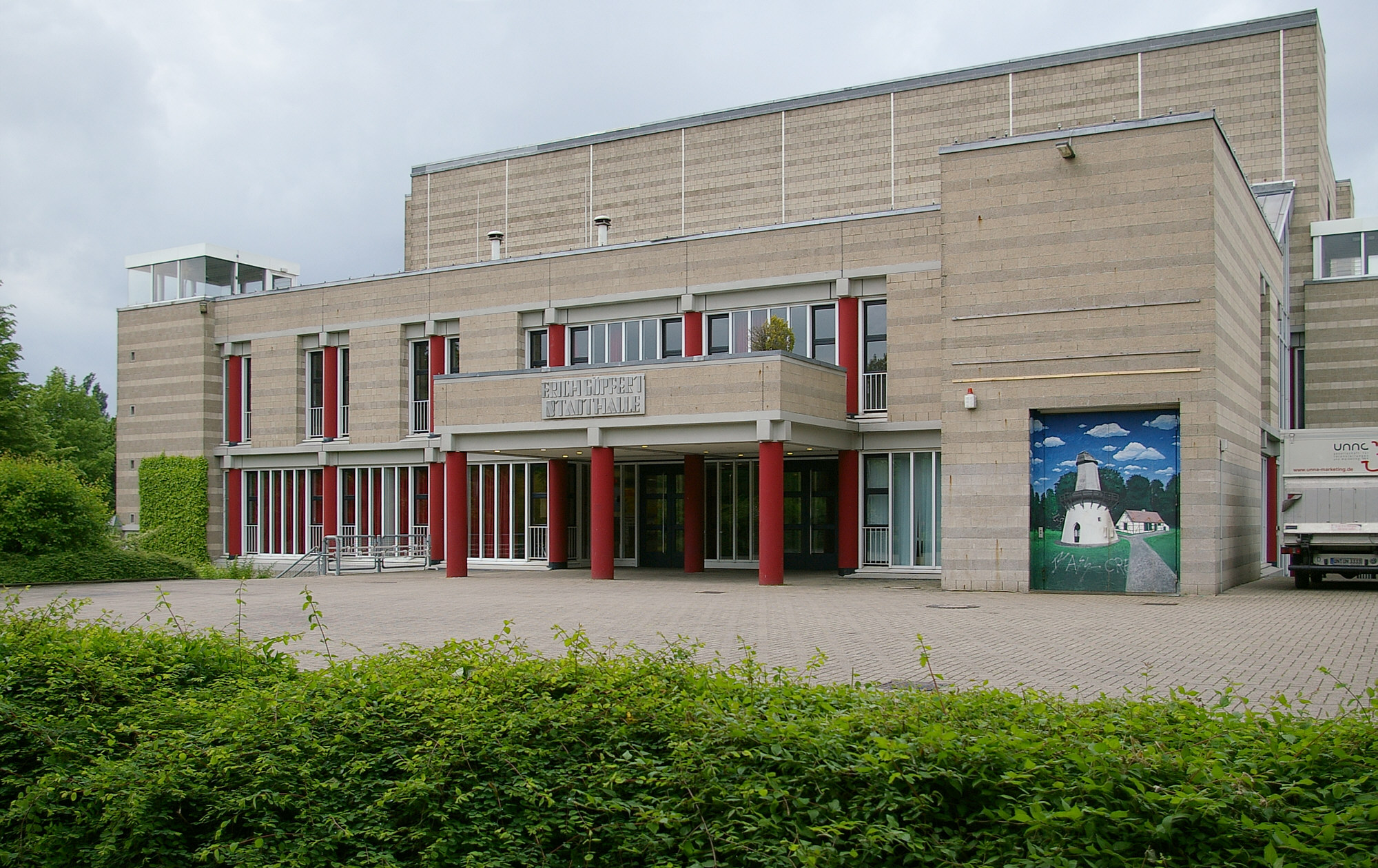
Erich-Göpfert-Stadthalle

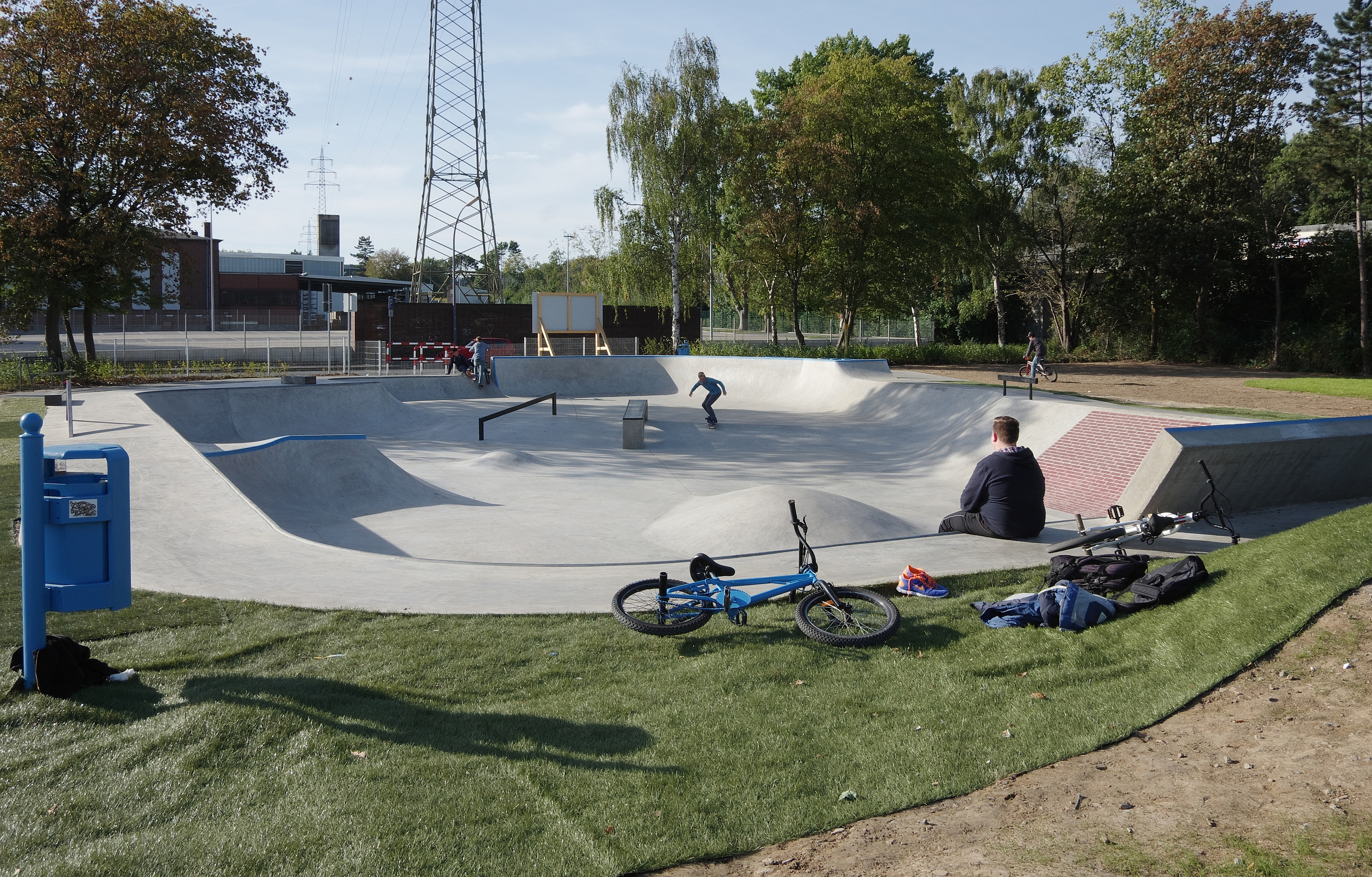
Skatepark Unna, 2013 eröffnet

Unna ist eine relativ waldarme Stadt; aber es gibt in der Massener Heide, im Bornekamptal, im Kurpark und in der Uelzener Heide / Mühlhauser Mark einige stadtnahe Erholungsgebiete. In Massen kann eine Beachvolleyballanlage von jedermann nach Absprache angemietet werden. Weiterhin existieren zwei Freibäder, Skateanlagen, ein städtisch betriebenes sowie ein durch einen Trägerverein (HSM) vor der Schließung bewahrtes Hallenbad. Auch dieses in Massen (auf dem Gelände der Realschule an der Königsborner Straße) gelegene Hallenbad kann von privater Seite angemietet werden; sonntags werden unentgeltliche Schwimmzeiten angeboten. Die Eissporthalle wurde 2018 nach einem Defekt an der Kühlanlage geschlossen. Bei den Sportvereinen dominiert der Fußball; jedoch gibt es auch Schwerpunkte beim Hallenhandball, Eishockey, Radrennsport und beim Volleyball. Darüber hinaus werden auch Kampfsportarten wie Judo, Jiu-Jitsu, Karate, Boxen und viele mehr für alle Altersgruppen in verschiedenen Vereinen angeboten.
Die Golf-Clubs Unna-Fröndenberg e. V. (GCUF) und Gut Neuhaus – beide jeweils auf Fröndenberger Gebiet, ca. 5 km von der Unnaer Stadtgrenze entfernt – haben ihren Einzugsbereich schwerpunktmäßig in den Regionen Unna und Fröndenberg.
In Unna gibt es vier Tennisvereine mit insgesamt 25 Plätzen und ca. 730 Mitgliedern (Stand der angegebenen Mitgliedszahlen: Frühjahr 2020):
- TC Unna 02 Grün-Weiß, gegründet 1902, 10 Freiplätze (Ziegelmehl), 2 Hallenplätze, bewirtschaftetes Klubhaus, 450 Mitglieder
- TV Speckbrett Hemmerde, gegründet 1973, 5 Freiplätze (Ziegelmehl), 139 Mitglieder
- Tennisabteilung des TV Unna Blau-Weiss-Rot, gegründet 1976, 4 Freiplätze (Ziegelmehl), 71 Mitglieder
- Tennisabteilung des SSV Unna Mühlhausen-Uelzen 1949 e. V., gegründet 1987, 4 Freiplätze (Ziegelmehl), 150 Mitglieder

Die 2-fach-Tennishalle des TC Unna 02 Grün-Weiß auf seinem Vereinsgelände wurde Mitte 2020 durch einen Brand zerstört. Der Neubau wurde zur Wintersaison 2023/2024 eröffnet. Weitere 3 Hallenplätze stehen bei einem kommerziellen Anbieter zur Verfügung.
Konzerte und andere größere Veranstaltungen finden in der Erich-Göpfert-Stadthalle und in der Lindenbrauerei statt.

## Persönlichkeiten
Zu bekannten gebürtigen und mit der Stadt Unna verbundene Persönlichkeiten gehören Personen aus Religion, wie beispielsweise Hermann Alexander Roëll, Theologe und Philosoph, Personen der Wirtschaft, wie Unternehmer Carl Julius Winter, aber auch Personen aus Kunst und Kultur sowie Militär, Sport, Wissenschaft und Politik. Eine Liste, inklusive Bürgermeister und Ehrenbürger, findet sich im Hauptartikel.

## Trivia
Aufgrund des Handlungsortes in Unna werden drei Filme des Regisseurs Peter Thorwarth auch als Unna-Trilogie bezeichnet.
Unna ist das ›U‹ auf der deutschen Buchstabiertafel  der Wirtschaft und Verwaltung nach DIN 5009.